# Jean Lescure (écrivain)
Pour les articles homonymes, voir Jean Lescure et Lescure.
Jean Lescure, né le 14 septembre 1912 à Asnières et décédé le 17 octobre 2005 à Paris, est un écrivain, poète, éditeur et scénariste français. Il est de 1966 à 1992 le président de l'Association française des cinémas d'art et d'essai.

## Biographie

### 1912-1936
Jean Albert Lescure naît le 14 septembre 1912 à Asnières-sur-Seine où ses parents dirigent le cinéma l'Alcazar. Il a tenté dans Parents inconnus de reconstituer leur histoire.
Son grand-père paternel est meunier pendant dix ans de la Calsade, à 3 kilomètres de Sévérac-le-Château, avant de devenir, dans l'exode rural de la fin du XIXe siècle, cocher de fiacre à Paris puis « bistro » à Levallois-Perret. Le père de Jean Lescure, Antoine, est l'aîné de ses quatre fils.
Son grand-père maternel est instituteur dans le département des Deux-Sèvres puis directeur des abattoirs de Thouars. Sa fille Céline Langlois, née en 1874 au Busseau a une sœur et deux frères. Jeune demoiselle de compagnie en Touraine, elle travaille ensuite dans un célèbre magasin de pâtisserie de l'époque, Bourbonneux, dans le quartier Saint-Lazare, et comme caissière au café littéraire La Source, fondé en 1855 au 35 boulevard Saint-Michel.
Céline Langlois et Antoine Lescure, garçon de café, se marient en juillet 1903. Peu de temps après, leur premier enfant, Antoinette, meurt accidentellement à quelques mois chez sa nourrice. Antoine Lescure prend en 1905 la direction de l'Alcazar, 1 rue de la station, débit de boisson construit en 1861, accueillant bals et concerts à partir de 1886, reconstruit en 1888. Il le transforme en 1915 en établissement de cinématographie et, s'étant endetté, le rachète en 1919. Il y ouvre en février 1921, après démolition, une salle moderne de cinéma-concert de 1 400 places, avec scène, loges et fosse d'orchestre.

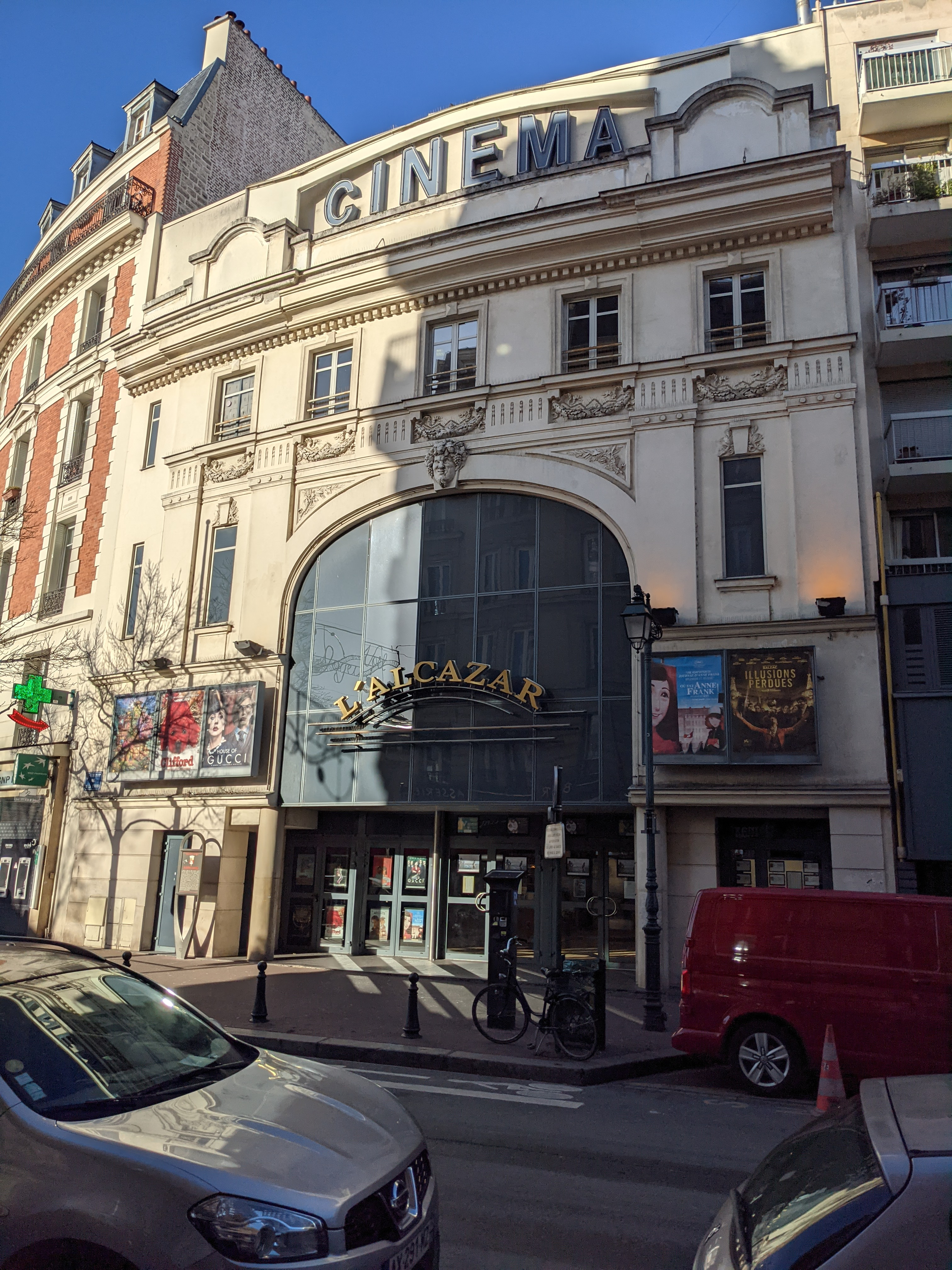
Le cinéma L'Alcazar à Asnières en 2021

Jean Lescure est de 1920 à 1928 interne au collège de Saint-Germain-en-Laye où il côtoie Mounir Hafez, Armel Guerne, et dans sa classe, externe, Christian Fouchet. Au début des années 1920 il séjourne plusieurs fois avec sa mère à La Croix-Valmer en hiver, à Saint-Georges-de-Didonne puis aux Sables-d'Olonne en été. Il effectue en 1928 un premier voyage, en Allemagne. De 1929 à 1932 il poursuit des études de philosophie à la Sorbonne où il suit les cours de Léon Brunschvicg, Étienne Gilson, André Lalande, Henri Delacroix et Victor Basch sur l'esthétique de Hegel puis de psychopathologie à Sainte-Anne (Georges Dumas) mais ne passe aucun examen. Dans les mêmes années il s'attache passionnément à la littérature (Racine, Mallarmé, Reverdy, Gide et Valéry, Goethe et les romantiques allemands, Novalis, Kleist, et Nietzsche. En janvier-mai 1932 il découvre la Corse et dans les années suivantes voyage en Angleterre, Autriche (janvier-avril 1934), Allemagne, Hollande et séjourne régulièrement dans le Haut-Tyrol. Conscient de l'avancée du nazisme, il fait partie en 1934 du Comité de vigilance des intellectuels antifascistes.

### 1934-1939

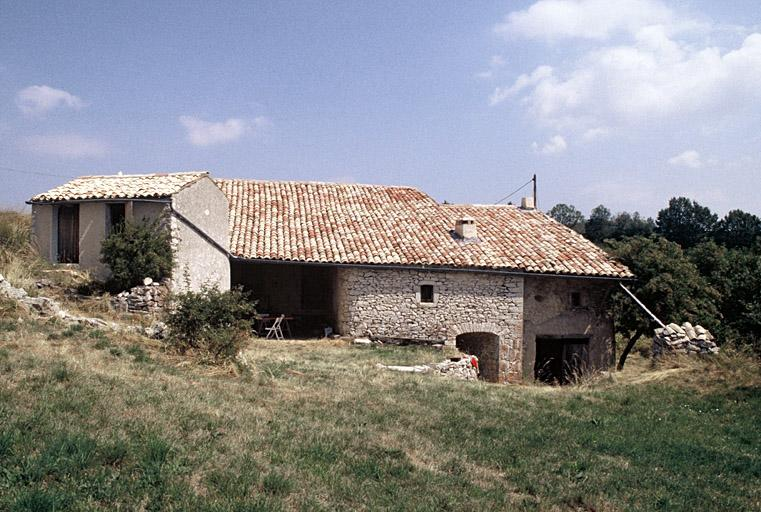
Ferme des Graves à Redortiers, qui a abrité les réunions des amis de Giono au Contadour.

Apprenant en 1935 à Bormes-les-Mimosas, après un voyage à pied de Genève à Marseille, que Jean Giono invite ses lecteurs à le rejoindre pour une randonnée d'une dizaine de jours à travers les paysages de ses romans, il rejoint Manosque et participe en septembre au premier Contadour dont, arrivé parmi les premiers, il assure l'organisation. Il est l'un des quatre acheteurs légaux, en tontine, du « Moulin » des contadouriens et devient le secrétaire de Giono. En 1936 il participe à Pâques au deuxième « Contadour », élabore le projet des Cahiers du Contadour et en dirige les deux premiers numéros, le premier édité en juillet (le deuxième en mai 1937). Au début de la guerre d'Espagne il tente de franchir en août les Pyrénées mais se fait refouler par les gendarmes puis va en septembre à Alger sans plus de succès. En octobre, il se retire du « Contadour » et de ses cahiers à la suite de dissensions avec Hélène Laguerre, maîtresse de Giono, et les « Amis de Giono ». Il lit simultanément René Daumal, Gaston Bachelard et Pierre Jean Jouve.
À partir de 1937 Jean Lescure écrit plusieurs nouvelles (Le Déterrement, La Pointe percée) et un roman (Occident) demeurés inédits. Il rencontre en 1938 Roger Chastel puis Raoul Ubac dont il demeurera proche et écrit les premiers de ses Poèmes métaphysiques (1939-1946), publiés en revues et rassemblés en 2002.

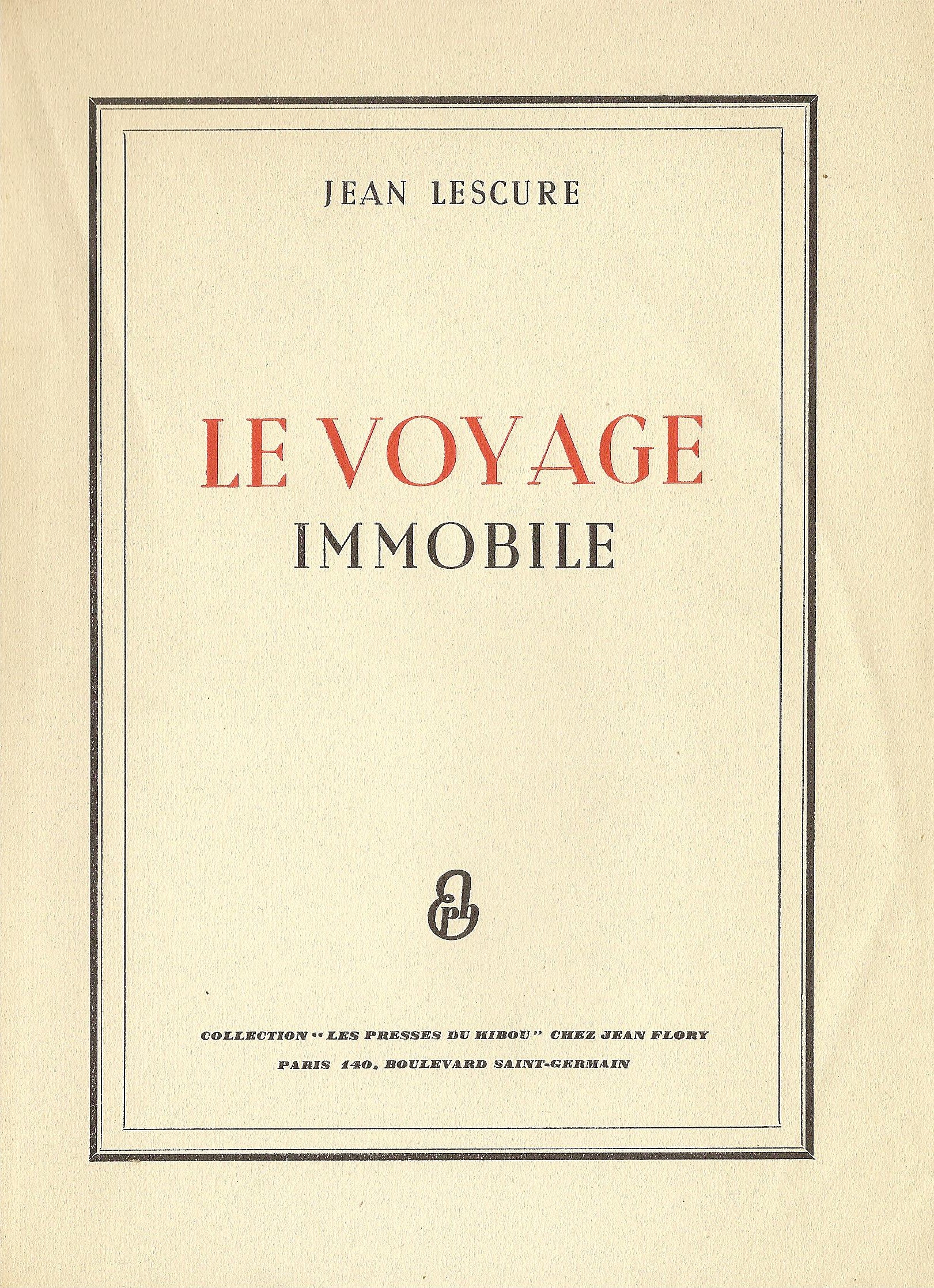
Premier recueil de poèmes de Jean Lescure, 1939.

En 1938, Lescure reprend la direction de la revue poétique Messages, fondé par André Silvaire, dont il retracera en 1998 l’histoire dans Poésie et liberté. Après un premier cahier autour de William Blake, le deuxième, préparé avec l'aide de Jean Wahl, a pour titre Métaphysique et Poésie. À cette occasion Lescure demande à Gaston Bachelard un texte, Instant poétique et instant métaphysique, qui va orienter la réflexion du philosophe vers l'imaginaire poétique, rencontre René Char, ami de Jean Villeri, et Pierre Emmanuel sur la recommandation de Pierre Jean Jouve, se lie avec Benjamin Fondane, s'intéresse à l'œuvre de René Daumal et éprouve « une longue fascination » pour la poésie de Pierre Reverdy. En 1939 il publie son premier recueil, Le Voyage immobile et écrit une première pièce de théâtre, Avec qui voulez-vous lutter ou Le général et le particulier. Il se marie en septembre 1939 avec Renée Rocher : deux enfants naîtront, Laurence en mars 1944 et Jean-Paul en mai 1945 mais ils n'en auront pas, dans les années suivantes, de troisième.

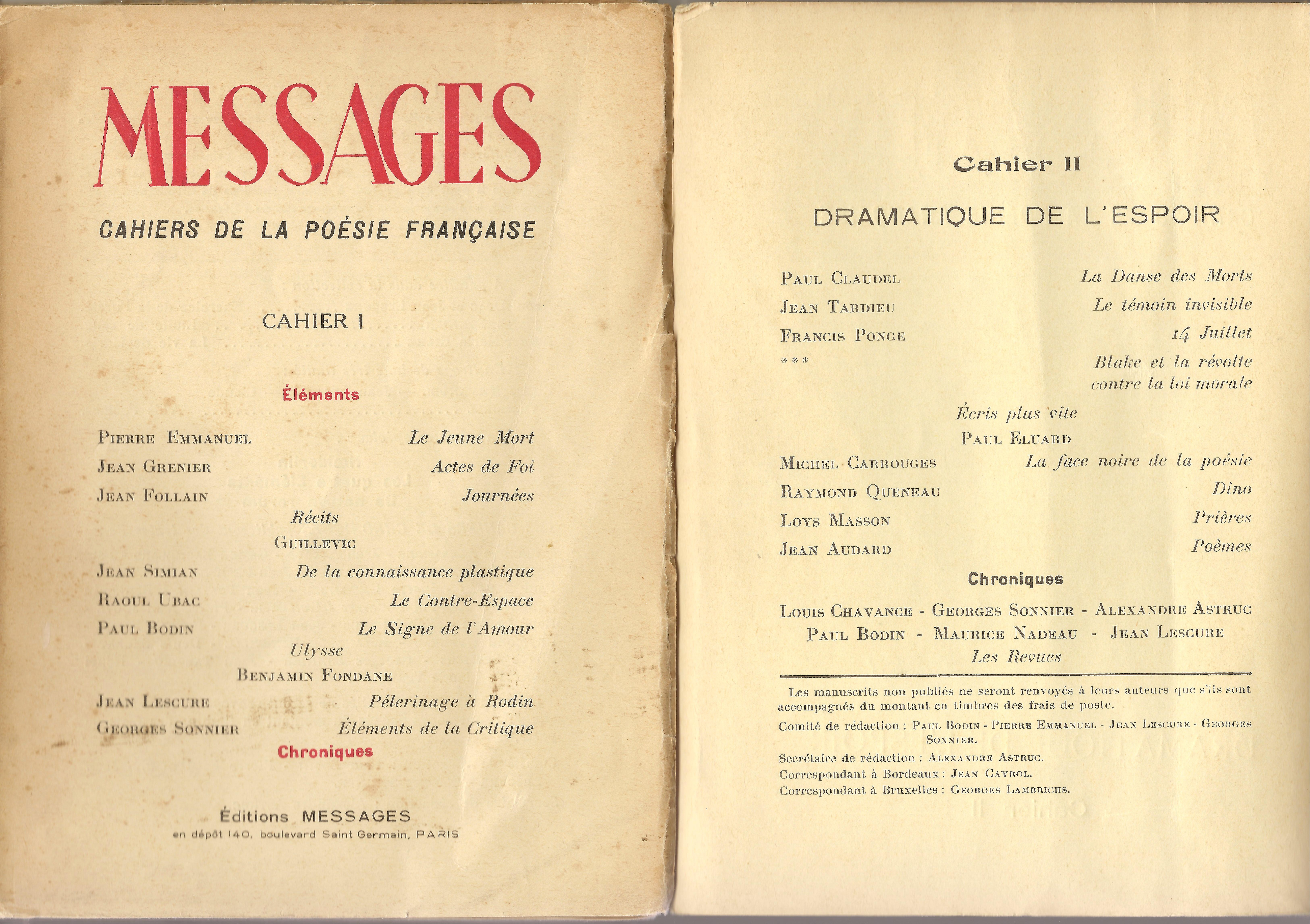
Couverture de Messages I et sommaire de Messages II, 1942.

### 1940-1944
Devenu en 1941 gérant du cinéma de ses parents, ce qui lui permettra d'échapper au S.T.O., Lescure engage en 1942 Messages dans la résistance littéraire pour en faire, avec le soutien de Jean Paulhan, « l'anti-NRF» que dirige depuis 1940 Drieu la Rochelle. Le premier cahier paraît en mars (textes de Pierre Emmanuel, Eugène Guillevic, Jean Follain, Raoul Ubac…). Après interdiction, les deux suivants (Paul Claudel, Jean Tardieu, Francis Ponge, Paul Éluard, Raymond Queneau, Loys Masson…) sont antidatés. Le quatrième (Gaston Bachelard, André Frénaud, Michel Leiris, Raymond Queneau, Jean-Paul Sartre, Georges Bataille…) est publié  en décembre à Bruxelles où des mesures d'interdiction n'ont pas été prises. En avril, envoyé par Éluard pour préparer sa réconciliation avec Aragon, il séjourne à Saint-Jean-de-Maurienne où il aide à l'organisation d'un embryon de maquis de jeunes réfractaires au S.T.O., retrouve Pierre Emmanuel à Dieulefit, fait la connaissance de François Lachenal, rend visite à Pierre Seghers à Villeneuve-lès-Avignon, et à Lyon chez René Tavernier finit par approcher Aragon et Elsa Triolet. En août il part en tandem à Saint-Benoît-sur-Loire pour rencontrer Max Jacob et suit les cours de Gaston Bachelard à la Sorbonne.
Dans le bureau de Jean Paulhan chez Gallimard, Lescure prépare avec Seghers et Éluard, dont il passe pour être le « lieutenant », la publication clandestine aux Éditions de Minuit, du premier volume anthologique de L'Honneur des poètes, auquel il collabore sous le nom, choisi par Éluard, de Jean Delamaille (puis du second volume Europe). Son achevé d'imprimer indique symboliquement qu'il  est « publié aux dépens de quelques bibliophiles patriotes » « sous l'occupation nazie le 14 juillet 1943 jour de la liberté opprimée ». Jean Lescure et sa femme distribuent ensuite en tandem dans Paris un tract tiré de l'ouvrage.
Jean Lescure participe au-delà à la diffusion de l'ensemble de la presse clandestine et collabore aux Lettres françaises, dont il est co-directeur, dans lesquelles il publie un long texte sur La Lutte avec l'ange d'André Malraux (octobre 1943) ainsi que d'autres articles sur Les Mouches de Sartre (décembre), les poèmes d'Éluard et La Marche à l'étoile de Vercors (février 1944), Europe, L'Honneur des Poètes II (juin). Il fait partie du Comité national des écrivains et du groupe armé « Ceux de la Résistance ».
Domaine français (Messages, 1943), daté août 1943, édité en décembre à Genève grâce à François Lachenal aux Éditions des Trois Collines, assemble une soixantaine des plus grands noms d'écrivains, manifestant « une insoumission collective de la littérature » : François Mauriac, Paul Claudel, André Gide, Paul Valéry, Georges Duhamel et Romain Rolland y côtoient Paul Éluard, Aragon Henri Michaux, Albert Camus, Michel Leiris, Raymond Queneau Francis Ponge et Jean-Paul Sartre.

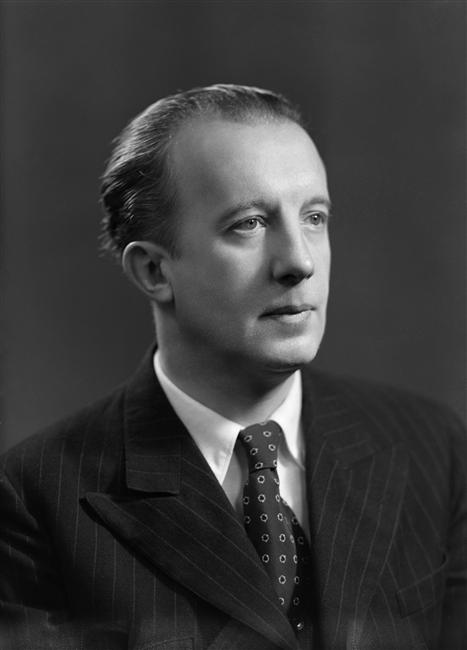
Paul Éluard en 1945

En décembre 1943 Pierre Schaeffer qui dirige le Studio d'Essai de la Radiodiffusion nationale, rue de l'Université, demande à Lescure d'organiser une séance consacrée au « ton confidentiel » susceptible de convenir à la lecture des poèmes à la radio. Grâce à l'un de ses collaborateurs Lescure y enregistre clandestinement avec Éluard (et Aragon pour une séance), tous les dimanche d'avril 1944, la plupart des poèmes de L'Honneur des poètes. et rencontre le même mois André Malraux. Avec Camus, Sartre et Frénaud, il se trouve en mai dénoncé, à la suite d'une réunion communiste, dans un tract rédigé par Jean Marcenac malgré l'opposition de Claude Morgan, Éluard demeurant silencieux, donc à la Gestapo. Dans le premier numéro de l'Éternelle revue clandestine, dirigée par Éluard, il publie en juin 1944 Son autre visage, dans le deuxième, en juillet, Pour un aviateur mort.

### 1945-1960
Jean Lescure est appelé en juin 1944 par Jean Guignebert et désigné par le Centre national des écrivains, dont il démissionne en septembre, peu soucieux de participer aux règlements de compte de l'épuration, pour prendre la direction du Service littéraire de la Radiodiffusion française, rue Bayard. André Obey est nommé en juillet directeur du service dramatique. Au départ d'Obey, devenu directeur général des Lettres, Lescure lui succède en mars 1945, assisté de Jean Tardieu pour le théâtre et de René Guilly au service littéraire. Il introduit ainsi à la Radio Raymond Queneau comme conseiller, Pierre Desgraupes et Pierre Dumayet.
Gaulliste, Lescure est sollicité par Wladimir Porché de démissionner puis congédié de la Radio en mai 1946 et, sur l'invitation d'Yvonne Paraf-Desvignes, devient brièvement secrétaire général des Éditions de Minuit auprès de Vercors de mai à décembre puis voyage et travaille en Italie et en Suisse. Après La mort soudaine de Nusch le 28 novembre 1946, René Char et Jean Lescure accueillent à la gare de Lyon Paul Éluard qui se trouvait en Suisse.
Tandis qu'il poursuit la publication de Messages jusqu'en 1946 Lescure noue des amitiés durables avec les peintres de la nouvelle École de Paris dont il a rencontré plusieurs dès les années 1930 (Roger Chastel en 1936, Jean Villeri sur les pistes de ski de Serfaus en 1938, Raoul Ubac juste avant guerre) et qu'il accompagnera de ses préfaces dans leurs expositions. Entre 1948 et 1950 il réalise, à l'initiative de Pierre Emmanuel, des entretiens avec les peintres Jean Le Moal, Jean Bertholle, Alfred Manessier et André Marchand pour une série d'émissions d'un service de la Radiodiffusion française à destination du Canada. Il fait dans les années suivantes la connaissance de Zoran Music, par Léon Gischia, et de Zao Wou-Ki, par Claude Roy, de Mario Prassinos par Raymond Queneau.
Sur la fin des années 1940 Lescure écrit plusieurs pièces de théâtre, 1948, commandée par l'État pour le Palais de Chaillot à l'occasion du centenaire de la révolution (décors conçus par Ubac) et Les Noces noires en 1948, La Nuit et une traduction de Mesure pour mesure de Shakespeare présentées en 1949 par la Comédie de Saint-Étienne de Jean Dasté. Il participe aux Rencontres internationales de Genève (1946-1958) où il côtoie notamment Yvette Z'Graggen, Jean Amrouche, Maurice Merleau-Ponty et Max-Pol Fouchet, à la création et aux assemblées de la Société européenne de culture (Venise-Rome, 1946-1960) dont il est membre du comité exécutif central de 1955 à 1960. En décembre 1946 il organise avec Raymond Queneau une exposition de dessins d'écrivains, Si vous savez écrire, vous savez dessiner, à la galerie de la Pléiade-NRF.
Une anatomie du secret, rassemblant des poèmes composés entre décembre 1944 et janvier 1946, est publiée en 1946 par Ides et Calendes. En 1949 sont édités La Plaie ne se ferme pas, recueil de poèmes en prose composés entre mars 1945 et juin 1946, avec la première lithographie que réalise Estève, par Edmond Charlot et Les Falaises de Taormina, avec cinq gravures d’Ubac rehaussées à la gouache, par Rougerie. La même année Lescure collabore à Liberté de l'esprit fondé en 1949 par Claude Mauriac. Il y publie dans le no 3 d'avril 1949 une Lettre ouverte à Claude Mauriac, contre un article calomnieux, dans le premier numéro, de Roger Nimier contre Albert Camus. 
Les Éditions de minuit publient en 1953 Les Cinq Livres, traduction par Lescure des poèmes de Giuseppe Ungaretti, avec un portait par Chastel, Raymond Queneau note dans son Journal que Jean Lescure souhaitait en 1954 recommencer Messages (avec lui-même, Bachelard, Jean Cayrol, Frénaud et Georges-Emmanuel Clancier) mais le projet n'aboutit pas. En 1955 Lescure collabore auprès de Paul-André Falcoz au journal Le Jacobin de Charles Hernu.En 1956 Jean Lescure signe le premier ouvrage sur Lapicque.
S'associant, après la mort de sa mère d'un cancer en 1956, à son père qui éprouve des difficultés dans la direction administrative et financière du cinéma l' Alcazar d'Asnières, Lescure y crée en 1959 un ciné-club, en fait l'une des premières salles de banlieue consacrée au cinéma d'art, participe aux commissions du Centre national de la cinématographie, est membre de la commission des courts métrages (1957-1958), vice-président de la Commission (1959) et du Premier collège (1960). Avec l'aide d'André Malraux, il prépare les conditions du fonctionnement de l'Association française des cinémas d'art et d'essai dont il est le président de 1966 à 1992. Il est par ailleurs directeur littéraire du Théâtre des nations de 1957 à 1960, intervenant dans sa publication, Rendez-vous des théâtres du monde.
Après deux séjours à l'Île de Ré durant l'été, le premier à l'invitation de Georges-Emmanuel Clancier en 1954, Jean Lescure acquiert en 1956 une maison aux Portes-en-Ré. « Devant une fenêtre donnant, au-delà d'un toit à faible pente, sur quelques cours », il y compose notamment le long poème L'Herbier des dunes dont Marcel Fiorini compose l'illustration et imprime les gravures. Le livre est exposé à la galerie Jeanne Bucher en 1964 et le poème repris dans le recueil Drailles en 1968 (p. 27-63).
En 1959 Jean Lescure organise en juin un colloque à Angers sur la tragédie, en août le collogue Roman et poésie à Cerisy, participe en septembre à une rencontre de poètes italiens et français à Conegliano, en 1960 au colloque de Hambourg sur les mass-média et en novembre à un autre à Royaumont sur la tragédie.
À la suite d'une décade à Cerisy qu'il dirige en septembre 1960 avec Georges-Emmanuel Clancier sur Queneau et à laquelle participent notamment Maurice de Gandillac, François Le Lionnais, Jean Queval, Albert Memmi, l'abbé Morel, Jacques Bens, Jean Follain, André Frénaud, Eugène Guillevic, Michel de Smet, l'un des membres fondateurs de l'Oulipo, Jean Lescure est l'inventeur de la méthode S+7 et l'auteur en 1964 de la première Histoire de l’Oulipo. Il apparaît ainsi constamment dans les comptes rendus des réunions de l'Oulipo rédigés par Jacques Bens). Il est simultanément « Régent d'Anabathmologie » du Collège de 'Pataphysique.

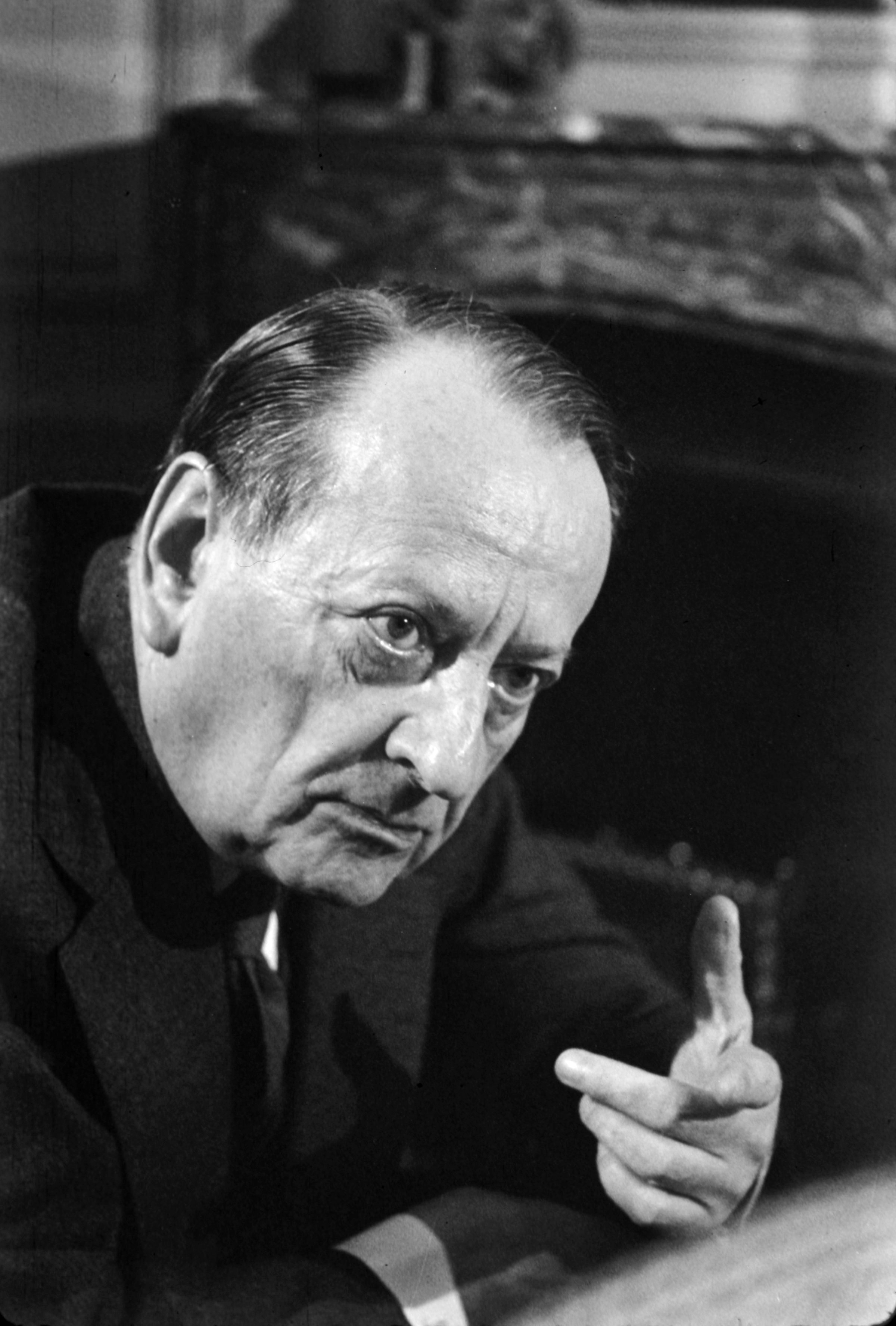
André Malraux en 1974. Jean Lescure écrit en 1986 le texte de l'album de la Pléiade no 25 qui lui est consacré.

### 1961-2005
Dans une collection de bibliophilie dirigée par Claude Aveline Jean Lescure publie en 1961 Noires compagnes de mes murs. À la façon de dédicaces, chacun des 8 poèmes qui composent le recueil inclut dans son titre le nom du peintre qui l'illustre d'un dessin (Roger Chastel, Jean Coulot, Marcel Fiorini, Léon Gischia, Charles Lapicque, Mario Prassinos, Raoul Ubac et Jean Villeri).
Membre des commissions Peinture, achats de l'État, et Décoration des bâtiments publics, Jean Lescure participe à partir de 1962 auprès d'André Malraux, en tant que conseiller artistique pour la décoration au titre du 1 % de la faculté des sciences de Paris, au choix des décorations de la Faculté des Sciences de Jussieu dont la reprise du projet a été confiée à l'architecte Édouard Albert. Souhaitant réformer la direction des Beaux-Arts, André Malraux lui demande parallèlement de l'informer : « c'est ainsi que j'ai pu faire entrer aux Beaux-Arts des professeurs comme Roger Chastel, Gustave Singier, Jacques Lagrange ou Étienne-Martin, tous les peintres de cette génération. ».  D'octobre 1960 à 1965 Lescure est conseiller de direction au Service de la recherche de la RTF de Pierre Schaeffer puis de Pierre Emmanuel à l'Institut national de l'audiovisuel de 1975 à 1977. De 1972 à 1982 il est professeur puis professeur honoraire à l'Université de Louvain.
En 1968 Jean Lescure publie son deuxième recueil de poèmes, Drailles, chez Gallimard, écrit les commentaires des films de Lucien Clergue sur Mario Prassinos et de Frédéric Rossif sur Georges Braque. Il est également membre du jury de la sélection officielle des longs métrages du Festival de Cannes. Délégué général de la Confédération internationale des cinémas d'art et d'essai de 1971 à 1981, il en devient le président de 1981 à 1986 puis président d'honneur. Dans le cadre de ces fonctions il effectue des voyages en Inde, en Égypte, au Sénégal, en Russie, Pologne, Roumanie, Bulgarie, Turquie, Iran et Irak.
Jean Lescure publie en 1983 Un été avec Bachelard sur lequel il travaille depuis 1979 et compose en 1986 le texte de l'album de la Pléiade no 25 qui est consacré à André Malraux. L'histoire de la revue Messages est publié sous le titre Poésie et liberté en 1998. Durant ces années on lui doit par ailleurs de nombreux livres (Singier en 1988, Dayez en 1991), articles et préfaces sur ses amis les peintres de la Nouvelle École de Paris. À partir de 1963 des livres de bibliophilie sont édités pour lesquels ses poèmes sont accompagnés de gravures ou lithographies de Marcel Fiorini, Léon Gischia, Jean Bertholle, Bruno Pulga, Georges Dayez, Gustave Singier et Georges Dayez. Des portraits de Jean Lescure ont été notamment réalisés par Chastel vers 1952, Gischia à partir des années 1950, Calder en 1969 et Jean-Claude Janet.

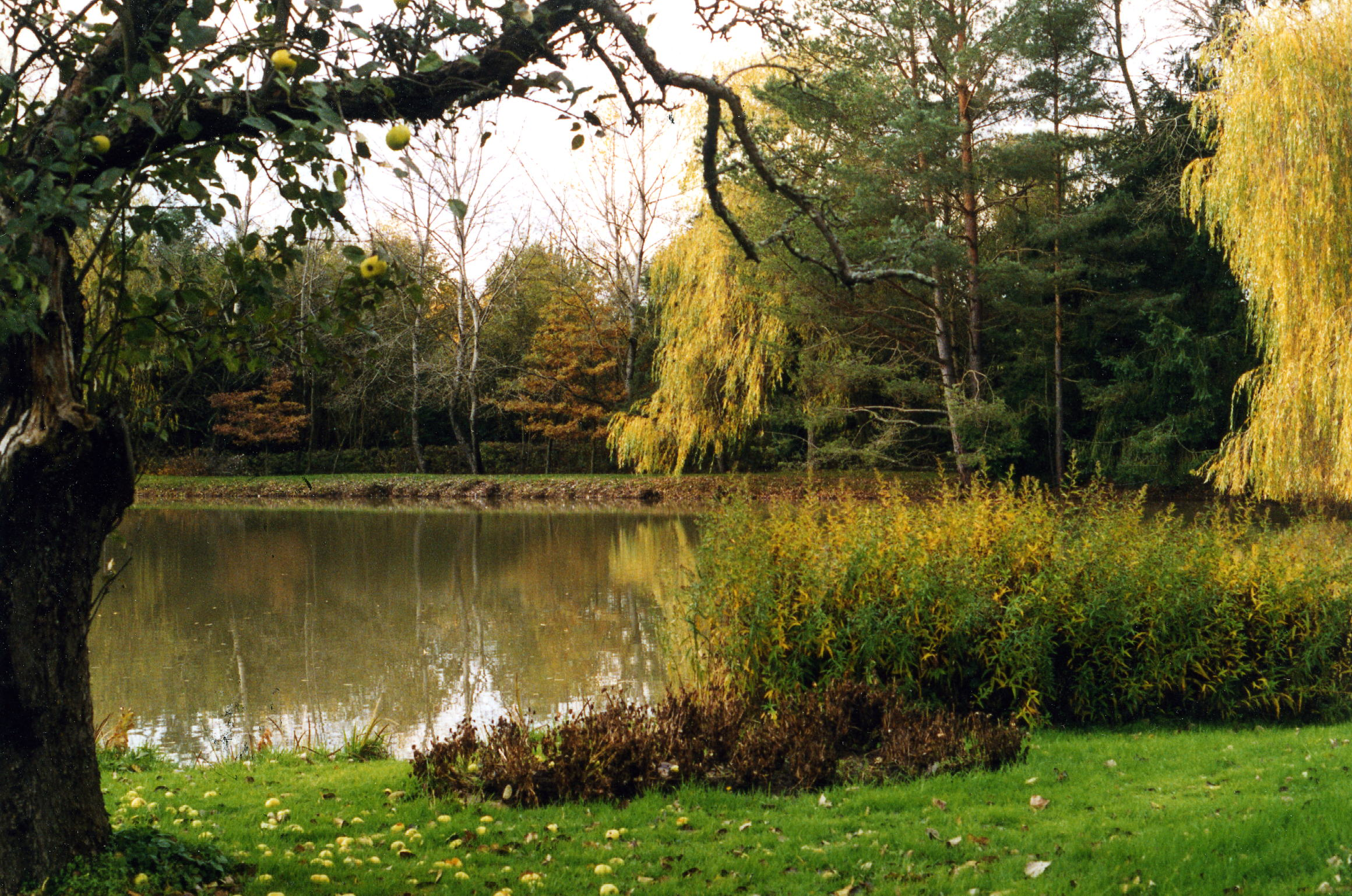
Jardin de Jean Lescure à Bouzy-la-Forêt, près de la Loire. En 1972 son long poème L'Étang est illustré par Zao Wou-Ki.

À partir des années 1970 et de plus en plus régulièrement dans les années 1980 Jean Lescure se retire dans la ferme, située non loin du village de Bouzy-la-Forêt au lieudit « La Boue », acquise en 1964, qu'il a relevée de ses ruines. Les titres de ses poèmes s'en inspirent, tels L’Étang publié en 1972 avec 8 eaux-fortes et aquatintes de Zao Wou-Ki, Journal de la Boue et Feuilles de tremble (poèmes écrits en 1993-1994) en 2001. Il rassemble simultanément les poèmes qu'il a composés après 1968 dans Itinéraires de la nuit (1982, 23 poèmes en prose écrits au Caire en février 1979), Il trionfo della morte, allusion au Campo Santo de Pise (1984), Gnomides (1999) mais aussi ses poèmes anciens dans Poèmes métaphysiques, 1938-1946 (2002) et ses « Oulipotages » dans La Belle Jardinière (1988).
Jean Lescure reçoit en 1984 le Prix Valery Larbaud et le Prix Audiberti, en 1992 le Grand Prix Poncetton de la Société des gens de lettres pour l'ensemble de son œuvre. Il est Officier de la Légion d’honneur, Grand officier de l’Ordre national du Mérite, Médaille de la Résistance, Croix du combattant volontaire de la Résistance et Commandeur des Arts et des Lettres.

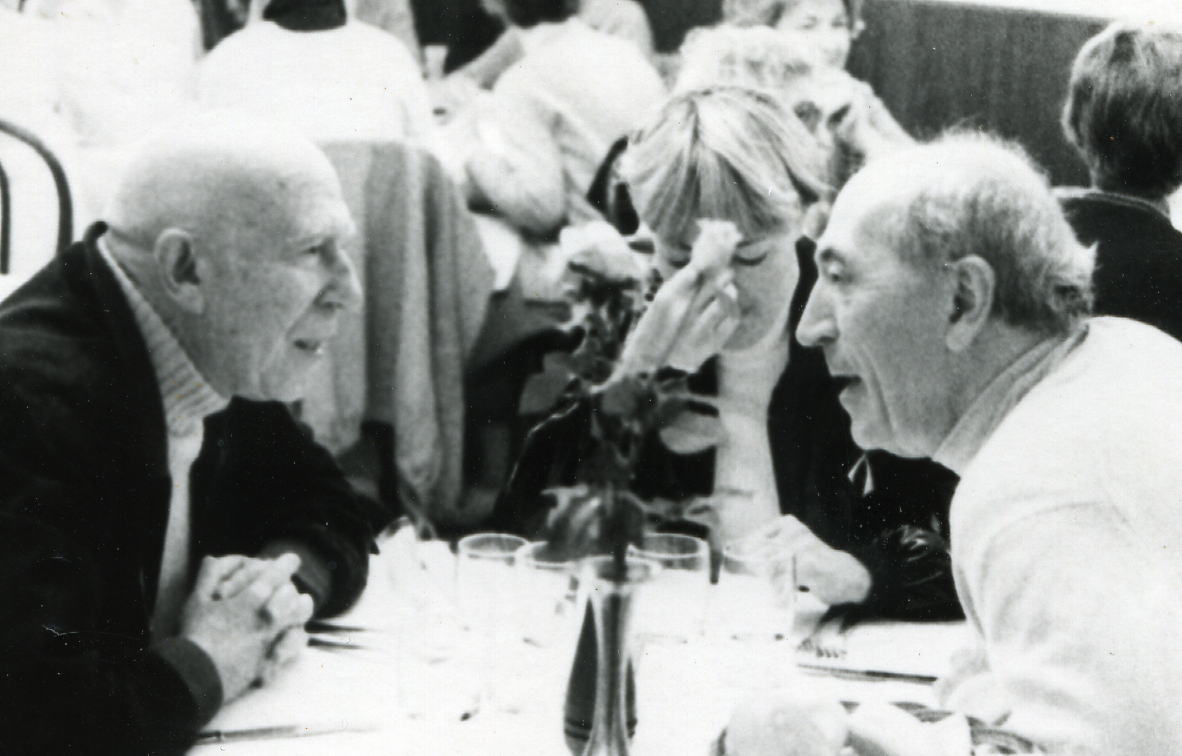
Jean Lescure (à droite), Gilberte Le Quéré-Lescure et le peintre Léon Gischia à Venise en 1978.

Séparé en 1968 puis divorcé en 1982 de Renée Rocher (disparue en 2004), il se marie en secondes noces le 22 avril 1998 avec Gilberte Le Quéré (septembre 1932-juillet 2006). Il meurt le 17 octobre 2005 à Paris.
Jean Lescure a tenu à partir de 1928 un Journal (près de 20 000 pages), conservé à l'IMEC avec les archives qu'il y avait déposées depuis 1998, dont les manuscrits de trois essais inédits, Parents inconnus (près de 300 pages, sur son enfance, et Une antibiographie de l'auteur des Antimémoires consacrée à André Malraux (commencée en 1998, achevée en 2001), ainsi qu'Images d'images, recueil de 42 textes écrits entre 1942 et 1979 sur ses amis peintres (1985, 317 pages) et un ouvrage achevé en 1965 mais abandonné sur Roger Chastel.

## L'œuvre poétique
Poèmes, essais, préfaces et articles sur la poésie, la peinture, le cinéma ou la philosophie même de la création, l'œuvre de Jean Lescure, dans laquelle apparaissent encore plusieurs pièces de théâtre et textes de films, des traductions ou adaptations, s'étend sur plus de deux cents titres. L'écriture poétique en constitue la veine fondamentale, d'autant plus que pour Lescure c'est à sa présence qu'un texte, quel qu'il soit, doit sa qualité littéraire. L'œuvre plus spécifiquement poétique de Jean Lescure s'est développée de 1939 à 2002 au long d'une douzaine de recueils, composés pour la plupart de longs poèmes ou suite de poèmes qui représentent chacun plusieurs mois ou années de travail.

### Unexercice du silence
Exercice du silence est le titre donné par Jean Lescure au troisième cahier en 1942 de sa revue Messages. « Que le silence me nomme », écrit-il au dernier vers de l'un des poèmes de Drailles (1968) et, à la dernière page des Gnomides (1999), « Entre dans le silence. Tu entendras ». Cette allusion au « silence » est aussi fréquente dans ses poèmes que dans les essais qu'il a consacrés à l'écriture poétique. Un silence, non pas donné mais conquis, serait bien le climat essentiel, le sol fondamental  de sa poésie. Une « Poétique du Non » s'y déploie, analogue à la « Philosophie du Non » que n'a cessé d'analyser dans les développements de l'esprit scientifique son ami Gaston Bachelard.
À chaque instant, pour Jean Lescure, « homo loquens » ne vit que bien peu de ce que le monde du langage lui propose d'accès au monde même. Manifestant l'un des visages les plus exigeants de l'anti-romantisme moderne, du refus de l'exaltation de la subjectivité, sa poésie entreprend de récuser narration, description, mémoire ou fiction, discours, rationnel ou affectif. L'expérience poétique ne saurait constituer la seule conséquence d'expériences passées, la transcription de sensations, passions ou idées qui lui préexisteraient. « Trop longtemps ce qu'on appelait la poésie ne fut que le véhicule plus ou moins convaincant d'une pensée qui lui était antérieure, d'une expérience qui lui était étrangère », observait Lescure dès 1945.
Il s'agit donc pour lui de purifier la conscience poétique, de la dégager de ce qui pourrait la distraire, l'altérer, lui interdire de s'apercevoir dans ses pouvoirs propres. Le poète doit ainsi apprendre à de se délivrer de son « onéreuse personnalité ». Il lui faut d'abord en lui-même établir un « désert ». Des mouvements du langage qu'une voix en lui a pouvoir d'accueillir et qu'il n'ose plus reconnaître pour siens, des objets qui s'y trouvent se constituer, il accepte son effacement. Il préfère découvrir la réalité qu'ils inaugurent plutôt que retrouver en eux l'illusoire reflet des humeurs et opinions de son existence privée. « Ces mots qui te regardent garde-les / Si tu ne sais pas pourquoi eux / peut-être le savent » note Jean Lescure sur la fin de Gnomides (1999).

### Langage et réalité
Comme Malraux, le poète ne s'intéresse guère : dans son « attentive inculture du moi » (La Tentation de l'Occident), « peu lui importe ce qui n'importe » qu'à lui (« Antimémoires »). Tout autre est en effet l'objet de son attente et de sa découverte. « La poésie n'exprime pas quelque chose qui lui demeure étranger. Il n'y a pas de poésie antécédente à l'acte du verbe poétique. Il n'y a pas de réalité antécédente à l'image littéraire », analysait semblablement Bachelard. Et Frénaud pouvait constater que la poésie était « l'ennemie du poème », tout comme la « parole parlée », selon Merleau-Ponty, de l'authentique « parole parlante ».
La réalité, dans la poésie de Jean Lescure, coïncide ainsi avec sa nomination. Dans la voix dont le poète « est le lieu plus que le maître », se donnent à éprouver, comme obliquement, des expériences fugitives des choses et des êtres que les mots seuls sont capables d'ouvrir. La parole poétique y devient l'expression d'une approche du monde qui n'a pu s'effectuer avant cette expression, qui ne pourra s'effectuer hors de cette expression. Loin d'être le simple outil d'une transmission, le langage poétique constitue chez Jean Lescure le vecteur de relations neuves au réel, invécues et invivables autrement ou ailleurs que dans les paroles qui les forment en les communiquant, des expériences exclusivement poétiques puisque contemporaines et indissociables de leur expression.
Ce qui est en jeu dans l'écriture est donc essentiellement pour Jean Lescure « le pouvoir humain de susciter de la réalité par la parole ». Les concrétions verbales qui composent le poème « créent leurs propres phénomènes » et de ce pouvoir extrême Jean Lescure entreprend de faire la condition même de sa poésie. « Tu vas naître si tu te perds », écrit-il dans un poème de Drailles. Faisant taire le vacarme des voix qu'« ameute » l'existence quotidienne, évacuant son « je », le perdant au bord du silence en une réalité éphémère et incertaine, indistincte du langage qui la nomme, c'est une ascèse parente du cheminement mystique que pratique le poète et qu'il va réclamer de son lecteur. Le silence actif dont naît sa poésie et qui l'accompagne, le vacillement d'être qu'elle affronte, son lecteur devra les partager.

### «Les matins de la parole»
Tandis que dans la communication quotidienne les mots ne cessent de s'évader vers leur sens; en poésie, pour Lescure comme pour Valéry, c'est leur sens qui ne cesse de s'effondrer devant eux. Le langage y accomplit la vocation différente de constituer des objets qui ne s'abolissent pas dans leurs significations. De la parole poétique, elles ne sont pas pour autant absentes mais, sans cesse naissantes et renaissantes, elles ne peuvent, à peine surgies, que clignoter et se dissoudre ou s'éteindre. Toujours sur le point de s'imposer, elles en sont, dans l'écriture de Jean Lescure, interminablement retenues par la présence irréductible des mots, comme impatients de les refuser et d'accéder, en les taisant, à une existence autre.
Un continuel avènement de sens à partir des mots et, en retour, des mots dans leur saveur sensible sur la ruine de leur sens, telle serait l'expérience offerte au lecteur par le poète. Ces concrétions verbales opérant au milieu du silence, que n'enchaîne la logique d'aucun discours, replacent à l'origine même de l'être parlant. Rendant contemporain du langage et du monde l'un par l'autre naissants, c'est au vertige, à la stupeur, à la fascination des commencements qu'elles conduisent.
De là ce climat particulier aux poèmes de Jean Lescure d'un langage et d'un monde d'une extrême transparence et d'une opacité aveuglante. « Matin sans fin des choses », écrit-il : au long des rêveries de la blancheur, de la lenteur et de l'attente mêlées, c'est bien souvent dans cette heure sans heures que s'enracinent ses poèmes. Les arbres et les pierres, les plantes et les bêtes, le vent, le ciel, la dune ou l'étang, les maisons et les corps paraissent y surgir, devant l'anonyme « je » du poète ou de son lecteur simultanément renaissant, au milieu de la vie, de l'amour, du triomphe de la mort. « Vous n'avez pas vu les choses qui sortent de la nuit à l'aube si vous ne les avez pas vues humides et comme trempées d'une naissance mystérieuse », confie  Jean Lescure dans son Journal. Les « matins de la parole » qui se lèvent dans ses poèmes sont tout à la fois matins des choses suspendues en leur secrète naissance et matins de la présence même.

### Littérature potentielle
Cet effacement du poète devant le poids de ses mots, on le retrouve sous une forme différente dans les poèmes d'une inspiration souvent humoristique que Jean Lescure joint à ses recueils, La Marseillaise bretonne (dont des extraits sont publiés dès 1942) pour les Treize poèmes (1960) ou Le petit méccano poétique no 00 et les Poèmes carrés pour Drailles (1968). « Le langage capable de parler tout seul ne nous paraît nullement absurde », constate Lescure, « c'est l'homme qui nous paraît naïf de s'être cru le centre du monde et le maître des mots. Nous vérifions que sa modestie est sa grandeur. (...) Jeté au milieu du langage, il voit autour de lui, à mesure qu'il fait taire en lui la petite voix obstinée de sa science et de ses organes mêlés s'agiter et surgir des figures innombrables. Il constate que c'était lui qui les empêchait de se former et de paraître. ».
Lescure a raconté lui-même dans La Belle jardinière (1988) comment s'étaient simultanément décidées en 1943 l'écriture des poèmes en prose de La Plaie ne se ferme pas que publie Edmond Charlot en 1949 et celle des Exercices de style que fait paraître Queneau en 1947. « Raymond me dit « tu devrais écrire des poèmes avec des mots pas courants comme dans Le Voyage immobile (...)  Je te donne dix mots, tu veux ? »  (...) Moi je lui dis : « tu écris la même histoire de dix manières différentes ». Il l'écrira plus tard de cent manières. ». Dans cette veine pré-oulipienne, il faudrait encore classer les nombreux acrostiches d'Une anatomie du secret, composée entre le 16 mars et 1er mai 1944 (date du retour de Nusch Éluard à Paris), publiée en 1946.
À la suite de la décade, Raymond Queneau et une Nouvelle Défense et Illustration de la Langue Français, qu'il dirige en septembre 1960 à Cerisy avec Georges-Emmanuel Clancier, une première réunion de sept des participants, Queneau, Lescure, François Le Lionnais, Jean Queval, Jacques Bens, Jacques Duchateau et Claude Berge), a lieu en novembre et aboutit à la fondation du Sélitex (Séminaire de Littérature Expérimentale) qui devient l'Olipo le mois suivant et l'Oulipo en janvier 1961. La contribution majeure de Lescure à ses activités est la mise au point en 1961 de la méthode S+7. À partir d'un texte quelconque, elle permet de produire de nouveaux textes en remplaçant chaque substantif (mais aussi chaque adjectif ou verbe) par le septième (ou le xième) qui le suit dans un dictionnaire assez réduit de façon que l'opération déborde la famille du mot initial.
Aux Oulipotages auxquels ne cessera de s'exercer Jean Lescure se rattache une grande part du recueil de La Belle jardinière, notamment les poèmes de Mort à l'élément terre, manipulations à partir de la Morale élémentaire de Queneau, ainsi que maints poèmes du Satyre est con (1998) et des Gnomides (1999). Le poète « apprend que des techniques somment le langage de constituer ses figures, que les contraintes qu'il s'impose sont pleines de vertus et forcent des combinaisons insoupçonnées à se former. Ce que l'on croyait obstacle à l'inspiration est ouvrier de réalité. »

## Les gouaches de Jean Lescure
Parallèlement à son œuvre littéraire Jean Lescure s'est tourné, tout comme de nombreux écrivains et notamment ses amis Raymond Queneau, de 1946 à 1952, ou plus tard Claude Aveline, à partir de la fin des années 1960, vers l'expression plastique.
Il réalise à partir de 1945 (Danseuse et tapir en botte) des gouaches auxquelles il donne souvent des titres ludiques (Poète donnant rêveusement naissance à une baigneuse nageant le crawl au soleil couchant, 1946 ; La sale gueule du petit bateau, 1947). En une démarche parente de celles des peintres dont il est proche, Charles Lapicque ou Léon Gischia, mais en 1953 à travers des signes plus gestuels, c'est principalement de 1949 à 1960 (Tu sais l'espace...) qu'il les compose (Desdémone poussée au trottoir, Les infortunes de la vertu, Figures tristes, Le cosmos étique, 1949 ; Figure retrouvée, L'enfant au cerf-volant, Jérusalem lamentable, 1951 ; La provençale, 1952).
Dans les décennies suivantes Jean Lescure ne revient que sporadiquement à cette création (Cléopâtre, Esméralda, 1979). Dans l'esprit de ses travaux d'Oulipotages il lave certaines de ses gouaches des années 1950 et 1960 dont il est mécontent puis, par « un procédé élaboré pour limiter au maximum (son) intervention », en recouvre le dos d'un quadrillage de rectangles selon lequel il les découpe, n'en conservant qu'un petit nombre. En 1977 Jean Lescure réalise spontanément 17 dessins sur stencils pour son recueil Malignes salines publié par les Éditions de l'Orycte.
En 2009 sept des gouaches de Jean Lescure, dont Composition à l'abat-jour, non daté, et Niobée, 1962, font partie de la vente qui marque la dispersion de sa collection artistique (catalogue, p. 51-52).

## Éléments de bibliographie

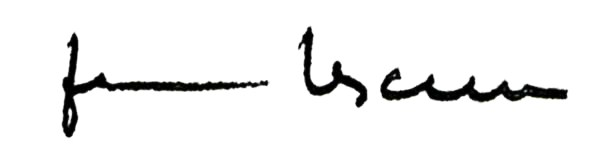
Signature de Jean Lescure

## Éléments de bibliographie[72]

### Poésie
- Le Voyage immobile, Jean Flory, Paris, 1939, 56 p.
- Une anatomie du secret, Ides et Calendes, Neuchâtel et Paris, 1946, 56 p.
- La Plaie ne se ferme pas, avec une lithographie de Maurice Estève, Charlot, Paris, 1949, 94 p.
- Treize poèmes suivis de La Marseillaise bretonne, Gallimard, Paris, 1960, 205 p. ; réédition : Gallimard, septembre 2014  (ISBN 207023908X)
- Noires compagnes de mes murs, avec 8 dessins (Roger Chastel, Jean Coulot, Marcel Fiorini, Léon Gischia, Charles Lapicque, Mario Prassinos, Raoul Ubac et Jean Villeri), Florentin Mouret, Avignon, 1961, 59 p..
- Drailles suivi du Petit meccano poétique no 00, Gallimard, Paris, 1968, 290 p.
- Itinéraires de la nuit, Clancier-Guénaud, Paris, 1982, 61 p.
- Il trionfo della morte, Clancier-Guénaud, Paris, 1984, 186 p.  (ISBN 2862150665)
- La Belle Jardinière, suivie par Le Jardinier d’Empédocle avec quelques recettes d’oulipotage dont Mort à l’élément terre, Clancier-Guénaud, Paris, 1988, 92 p.  (ISBN 2862150983)
- Le Satyre est con, Préludes à l’après-midi d’un Satyre & Fugues, 26 linos et dessins de Léon Gischia, Éditions Proverbe, Marchainville, 1998, 60 p.  (ISBN 2908455234)
- Gnomides (Trois petits Traités), Éditions Proverbe, Marchainville, 1999, 64 p.  (ISBN 2908455285)
- Journal de la Boue, Éditions Proverbe, Marchainville, 2001, 80 p.  (ISBN 2908455404)
- Feuilles de tremble, Éditions Proverbe, Marchainville, 2001, 64 p.  (ISBN 2908455439).
- Poèmes métaphysiques (1938-1946), Éditions Proverbe, Marchainville, 2002, 79 p.  (ISBN 2908455455)

#### Éditions illustrées et à tirage limité

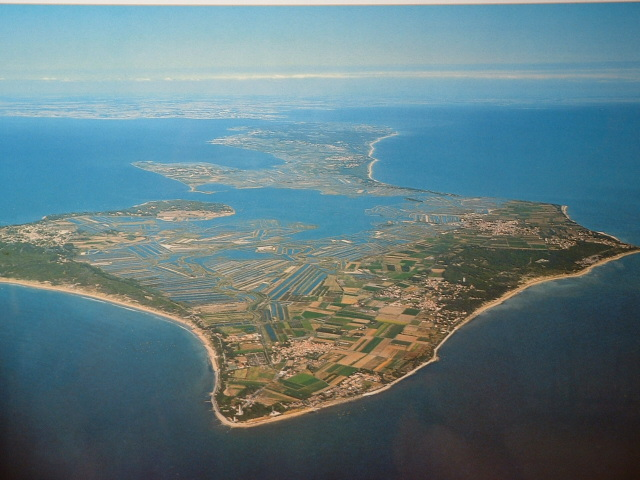
L'île de Ré. Jean Lescure y écrit en 1962 Un Herbier des dunes

- Exercice de la pureté, texte de Jean Lescure et cinq photographies de Raoul Ubac suivies de L’envers de la face, Messages 1942, 3e cahier, Paris, 1942 26 p. {Les photographies d'Ubac sont Nébuleuse, Penthésilée, La Face pétrifiée, L'envers de la face et Exercice de la pureté (portrait d'Agui Ubac).
- Les Falaises de Taormina, avec des gravures gouachées de Raoul Ubac, Limoges, collection Poésie et critique dirigée oar Georges-Emmanuel Clancier, Rougerie, 1949. Poèmes repris dans Treize poèmes, Paris, Gallimard, 1960.
- Apologie de l’aveugle, aquatinte de Fiorini, dans À la gloire de la main, Paris, Aux dépens d'un amateur, Librairie Auguste Blaizot, 1949[73]. Poème repris dans Treize poèmes, Paris, Gallimard, 1960.
- Une Rose de Vérone, avec trois eaux-fortes de Fiorini, Paris, 1953. Poème repris dans Treize poèmes, Paris, Gallimard, 1960.
- Le Jardinier d’Empédocle, Verviers, Temps Mêlés, no 74, 1965, 24 pages. Poèmes repris dans La Belle Jardinière, Paris, Clancier-Guénaud, 1988.
- La Couronne de Laure, avec une gravure de Fiorini, dans Paroles Peintes I, Paris, Éditions O. Lazar-Vernet, 1962. Poème repris dans Drailles, Paris, Gallimard, 1968.

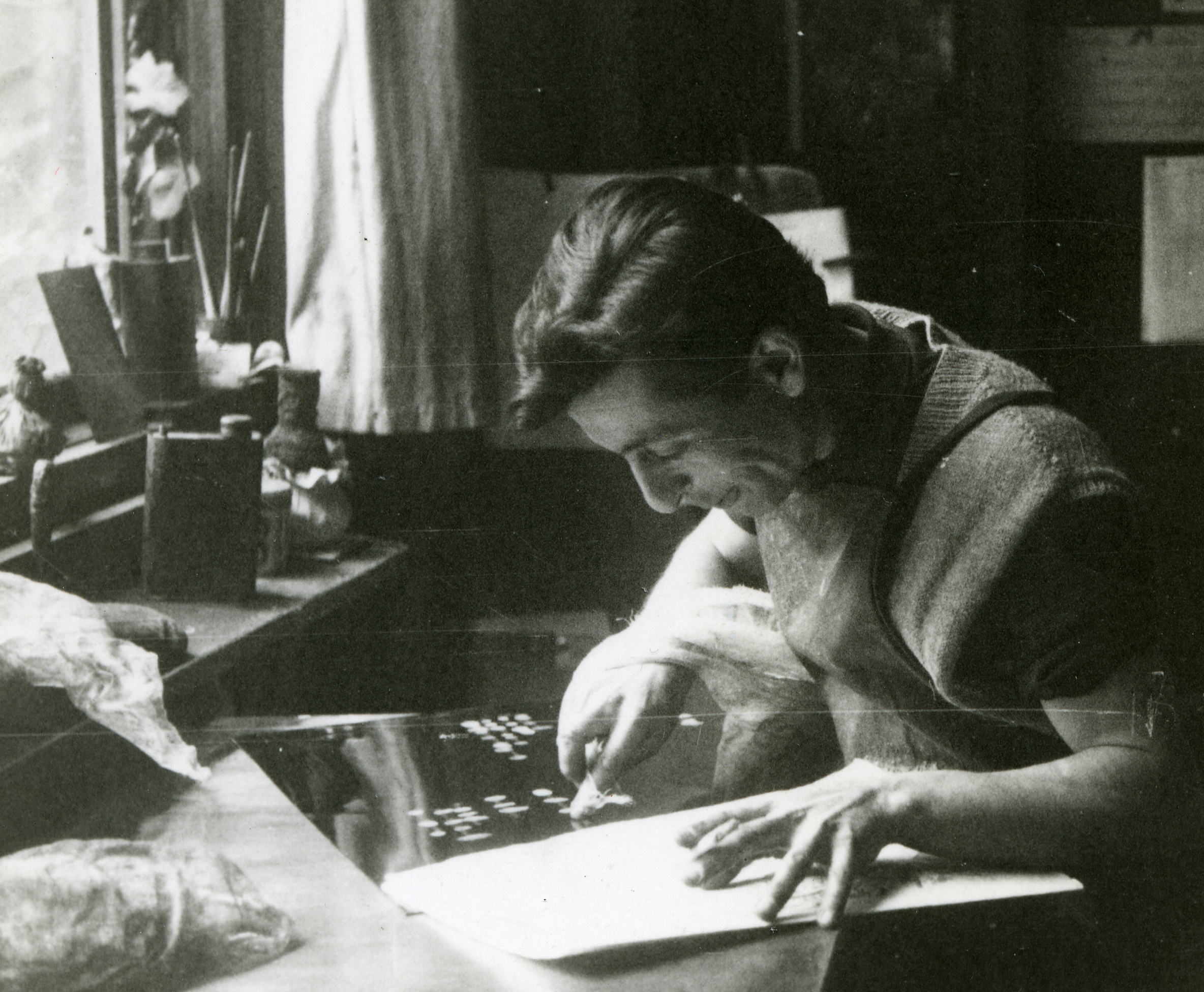
Marcel Fiorini imprimant le livre Un Herbier des dunes en 1963.

- Un Herbier des dunes, 20 planches gravées de Fiorini, Paris, Jeanne Bucher, 1963. Poème repris dans Drailles, Paris, Gallimard, 1968.
- La Saint-Jean d’Été, avec 11 bois gravés de Gischia, Paris, Galanis, 1964. Poème repris dans Drailles, Paris, Gallimard, 1968.
- Drailles, avec 4 dessins de Coulot, dans Médiations no 7, Paris, printemps 1964. Poème repris dans Drailles, Paris, Gallimard, 1968.
- Il Trionfo della morte, avec 4 eaux-fortes de Bruno Pulga, Bergamo, Lorenzelli, 1969. Poème repris dans Il Trionfo della morte, Paris, Clancier-Guénaud, 1984.
- L’Étang, avec 8 eaux-fortes et aquatintes de Zao Wou-Ki, Paris, Éditions Galanis, 1972. Poème repris dans Il Trionfo della morte, Paris, Clancier-Guénaud, 1984.
- Quatre portes sur le jour quatre portes sur le mort, Paris, Éditions de l'Orycte, 1978. Poème repris dans Il Trionfo della morte, Paris, Clancier-Guénaud, 1984.
- 13 proverbes smyrniotes, avec 18 gravures de Dayez, Izmir, Les raisins de Smyrne (Edmond Charlot), 1973 [20 pages]. Poème repris dans Il Trionfo della morte, Paris, Clancier-Guénaud, 1984.
- Le Blason du corps blessé, avec 16 lithographies de Singier, Société des bibliophiles de Normandie, 1974. Poème repris dans Il Trionfo della morte, Paris, Clancier-Guénaud, 1984.

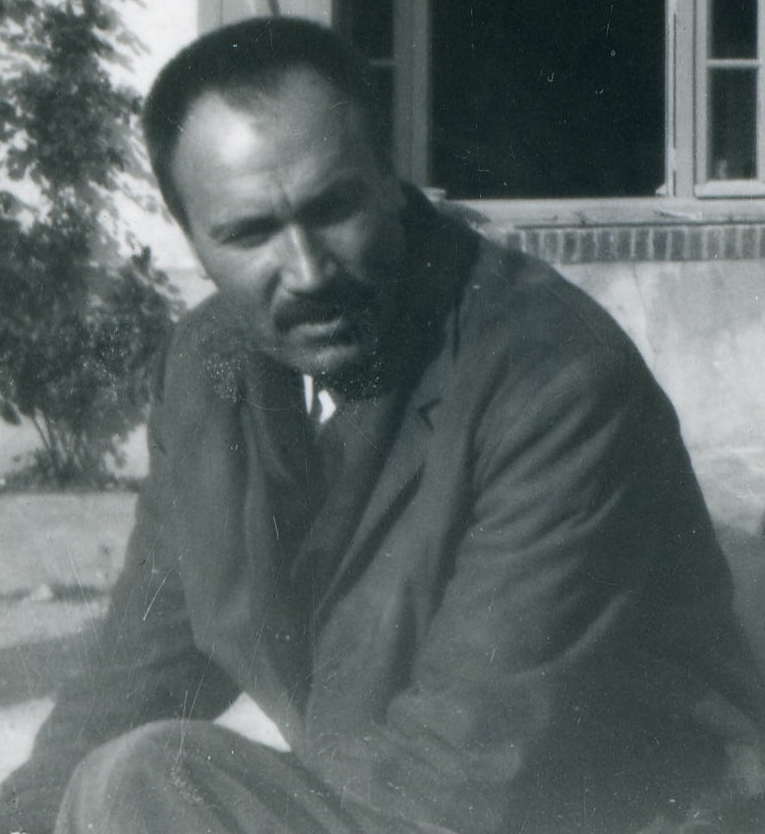
Zoran Mušič.

- Jardins déserts peut-être, avec 10 pointes sèches de Zoran Mušič, Braunschweig, Éditions Schmücking, 1976. Poème repris dans Il Trionfo della morte, Paris, Clancier-Guénaud, 1984.
- Procession des monts, avec 3 pointes sèches de Music, Paris, François Bénichou, 1976. Poème repris dans Il Trionfo della morte, Paris, Clancier-Guénaud, 1984.
- Opera-Fellini, dans Fellini, Hommage de 9 peintres de Paris à Federico Fellini, textes de Hélène Parmelin, Georges Boudaille et Jean Lescure, 9 lithographies de Corneille, Kijno, Labisse, Lindstroem, Messagier, Pignon, Prassinos, Singier et Zao Wou-Ki, Roma, Grégory, 1976.
- De l’Arbre au Masque, avec 3 gravures de James Coignard, Paris, François Bénichou, 1977. Poème repris dans Il Trionfo della morte, Paris, Clancier-Guénaud, 1984.
- Malignes Salines, poèmes autographiés avec 17 dessins de l’auteur, Paris, Éditions de l'Orycte, 1977. Poème non repris en recueil.
- Traité des couleurs, poème autographié avec 51 dessins de Singier, Sigean, L’Orycte, 1980. Poème repris dans Gnomides, Marchainville, Editions Proverbe, 1999.
- La Danse des courlis, Sigean, Editions de l’Orycte, 1980. Poème repris dans Itinéraires de la nuit, Clancier-Guénaud, Paris, 1982.
- 7 poètes et Aristide Caillaud (René Char, François Dodat, Jean-Marie-Drot, Jacques Lacarrière, Jean Lescure, Henri Pichette, Jean Rousselot), gravures de Caillaud, hors commerce, Jaunay-Clan, 1980.
- Ultra crepidam ou Mort à l’élément terre, [extraits] suivi d’une postface, portrait de Jean Lescure par Calder en couverture, Sigean, Éditions de l’Orycte, 1981. Repris sous le titre Ultra crepidam, Paris, La Bibliothèque oulipienne, no 36, décembre 1986. Repris dans La Belle Jardinière, Paris, Clancier-Guénaud, 1988.
- Petit traité d’anatomie élémentaire (fragments), dessin de Singier, Paris, L’Orycte, 1987. Repris dans Gnomides, Marchainville, Editions Proverbe, 1999.
- L'ami, dans Raymond Moretti illustre Malraux, préface de Jacques Chaban-Delmas, textes d'Alain Malraux, Jean Lescure, Pierre Lefranc, Antoine Terrasse et Olivier Germain-Thomas, Éditions Armand et Georges Israël, Paris, 1988.
- 17 Drailles, dessins de Jean Coulot pour accompagner la première Suite des Drailles de Jean Lescure, Marchainville, Éditions Proverbe, 1997. Poème repris de  Drailles, Paris, Gallimard, 1968.
- Gnomides (12 extraits), 11 gravures et une sculpture emboitage de Marie-Paule Lesage, Olwisheim, 2001. Poèmes repris de Gnomides, Marchainville, Editions Proverbe, 1999.

### Essais

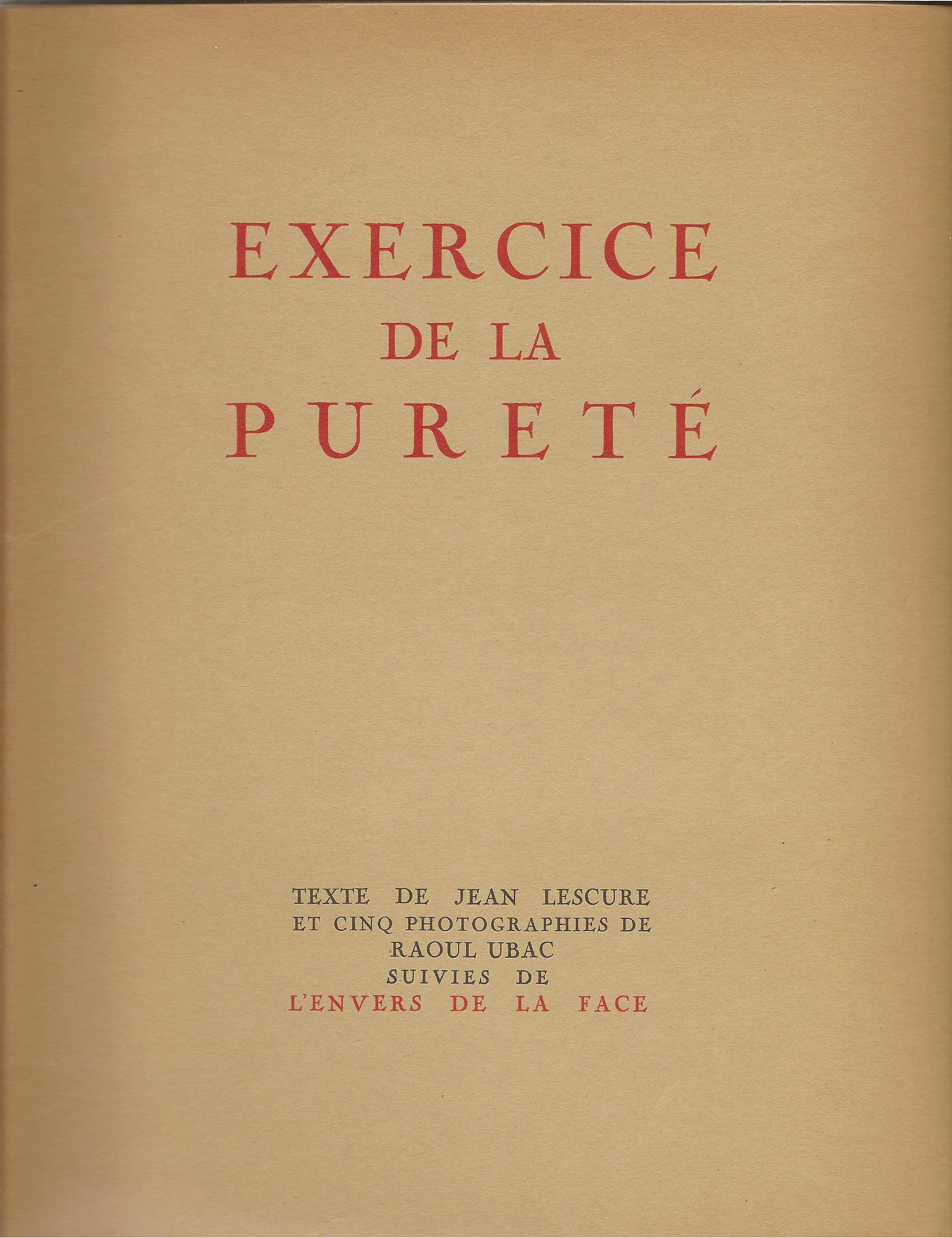
Exercice de la pureté, 1942

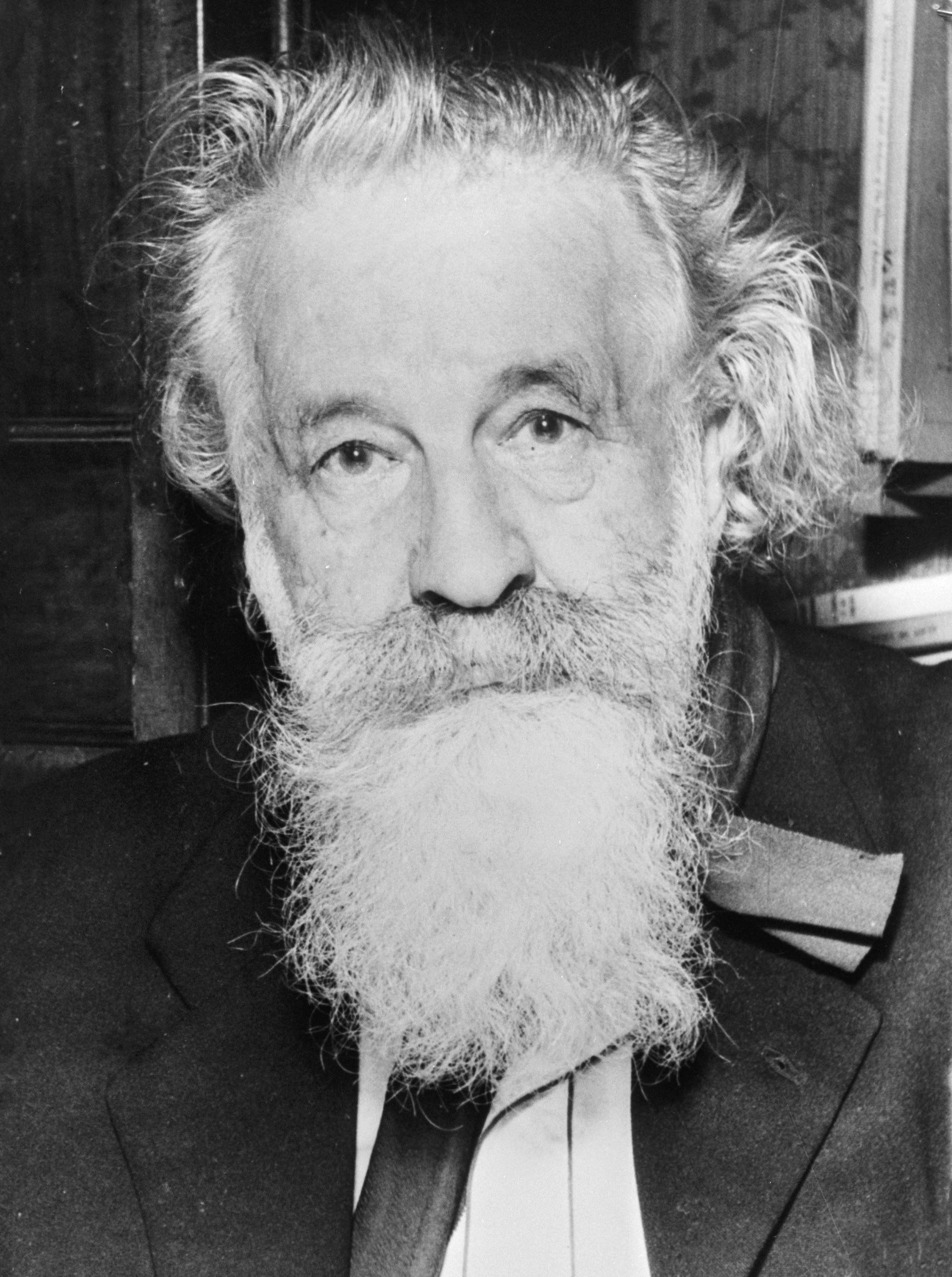
Gaston Bachelard, dont Jean Lescure publie dans Messages le premier texte sur le poétique en 1938 et à qui il consacre un essai en 1983.

- Charles Lapicque, Flammarion, Paris, 1956, 164 p..
- Dessins de Charles Lapicque, La mer, Éditions Galanis, Paris, 1964, non paginé, texte de 17 pages.
- Images d’images, illustrations d’après Léon Gischia, Éditions Galanis, Paris, 1964, 66 p. Repris dans Étapes, Revue du Service de la Recherche (ORTF), Paris, 1964.
- D’une obscure clarté, Jean Bertholle, avec une pointe sèche de Bertholle, Villand et Galanis, Paris, 1966, 20 p.
- Un été avec Bachelard, première édition, Luneau Ascot éditeurs, Paris, mai 1983, 286 p. Nouvelle édition modifiée (chapitre VI), septembre 1983, 278 p.  (ISBN 2903157332).
- André Malraux, iconographie choisie et commentée par Jean Lescure, Album de la Pléiade, éditions Gallimard, Paris, 1986, 368 p.  (ISBN 2070111024).
- Bachelard aujourd'hui, présenté par Jean Lescure, Clancier-Guénaud, Paris, 1986.
- Gischia ou les raisons de la couleur, avec deux dessins, le portrait de l’auteur par Léon Gischia et le portrait de Léon Gischia par Édouard Pignon, Éditions de l'Orycte, hors commerce, Paris, 1987, 62 p.
- Gustave Singier, Canicule à Patmos, Guitardes et Galerie Arnoux, Paris, 1988, 152 p.
- Le Même est toujours un autre, Georges Dayez, introduction de George Schwab, Collection Terre des Peintres, Éditions Jean-Pierre Joubert, Paris, 1991, 237 p.  (ISBN 2905816155)
- Poésie et Liberté, Histoire de Messages, 1939-1946, Éditions de l’IMEC, Paris, 1998, 471 p.  (ISBN 2908295385)
- En écoutant Fautrier (« écrit probablement au milieu des années 50 »), L'Échoppe, Paris, 1998, 32 p.  (ISBN 2840681013)
- Jean Lescure, Le poète & la couleur, entretiens, texte du film de Martine Lancelot, avec un Extrait d’un entretien pendant le travail de préparation du film, suivi de Extrait du Journal de Jean Lescure (1998), Marchainville, Editions Proverbe , 1999, 80 pages.  (ISBN 2908455315)
- Fondane, Le gouffre et le mur suivi de Quoi ? L’éternité et de Monique Jutrin, Un entretien avec Jean Lescure, Éditions Proverbe, Marchainville, 1999, 80 p.  (ISBN 2908455331)
- Léon Gischia, Sketchbook, D’un dessein de dessins aux desseins du dessin, 21 dessins de Gischia, Éditions Proverbe, Marchainville, 2000, 56 p.  (ISBN 2908455382)
- André Malraux, Pour une antibiographie (deux extraits), Éditions de l'Orycte, hors commerce, Paris, 2004, 15 p.
- Mario Prassinos, Éditions de l'Orycte, hors commerce, Paris, 2005, 38 p.[74]

### Théâtre
- Avec qui voulez-vous lutter ? ou le général et le particulier, 1939.
- Thésée, vers 1943[75].
- Les Lois, 1945.
- Les Chemins de la Victoire, avec la participation de André Lem, Jean Lullien, Albert Vidalie, avec des poèmes de Louis Aragon, Gaston Criel, Robert Desnos, Paul Éluard, Pierre Emmanuel, Guy Lavaud, Pierre Louis Picard, Palais de Chaillot, Paris, Éditions Spes, 1947, 62 pages [« ouvrage composé à l'occasion du deuxième anniversaire de la victoire »].
- 1848, poème dramatique en trois journées, couverture et quatre hors-texte de Raoul Ubac, Paris-Genève, Éditions des Trois Collines, 1948, 209 pages [présenté à la radio en 1968].
- Les Noces noires, Comédie de Saint-Étienne (Jean Dasté), décors d'Ubac, 1948 (d'après un conte d'Hoffmann, Les Mines de Falun).
- La Nuit, Comédie de Saint-Étienne, 1949[76].

### Traductions

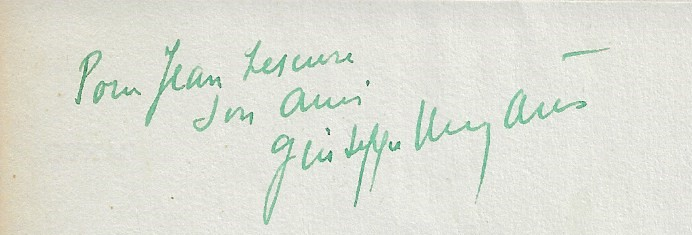
Dédicace de Giuseppe Ungaretti à son ami et traducteur Jean Lescure

- Shakespeare, Mesure pour Mesure, traduction et adaptation de Jean Lescure, Comédie de Saint-Étienne (Jean Dasté), Saint-Étienne, 1949 (texte ronéoté, 63 pages).
- Giuseppe Ungaretti, Les Cinq Livres, Les Éditions de Minuit, Paris, 1953, 360 p. Traductions reprises pour une part dans Ungaretti, choix de poèmes traduits par l'auteur et Jean Lescure, collection bilingue de poésie, no 7, Paris, Institut culturel italien, octobre 1970 (112 pages). Traductions reprises pour une part dans Giuseppe Ungaretti, Vie d'un homme, Poésie 1914-1970, Paris, collection Poésie/Éditions de Minuit-Gallimard, 1981 (p. 19-79, 81-117, 122, 127-128, 130, 133-134, 137, 140-141, 143-149, 151, 153-154, 157, 159-163, 173, 185-187, 197-204, 231, 251, 269-275). Traductions reprises pour une part dans Giuseppe Ungaretti, Poèmes, 7 gravures de Marie-Paule Lesage, Editions M.-P. Lesage, Olwisheim, 1994.
- Paul-Émile Victor, Ah ! que le monde est beau !, poèmes inuit mis en vers français par Jean Lescure, Éditions Proverbe, Paris, 1994, 96 p.  (ISBN 2908455137)

### Préfaces et postfaces
Littérature
- Introduction à la poétique de Bachelard, postface à Gaston Bachelard, « L’intuition de l’instant », Gonthier, Paris, 1966  (ISBN 2282300432).
- Postface à Michel-Georges Bernard, « D’après les pierres », Éditions de l’Orycte, Sigean, 1979.
- Hier demain toujours, préface à Lucien Scheler, La Grande Espérance des poètes, 1940-1945, Temps Actuels, Paris, 1982.
- Bachelard aujourd’hui, présenté par Jean Lescure, Paris, Clancier-Guénaud, 1986.
- Claude Aveline ou Une poétique de la prose, postface à Claude Aveline, Histoires nocturnes et fantastiques, illustrées par Yan Nascimbene, Éditions Imprimerie nationale, Paris, 1989  (ISBN 2906021032).
- Préface à Jacques R. E. Poirier, La Girafe a un long cou, Fanlac, Périgueux, 1992  (ISBN 2865771563); Éditions du Félin, Kiron Espace, Paris, 2003  (ISBN 2866455312).
- Préface à François Lachenal, Éditions des Trois Collines, Genève-Paris, Éditions de l’IMEC, Paris, 1995  (ISBN 9782908295269).

Peinture
- Roger Chastel, Galerie Drouant-David, Paris, 1942.
- Raoul Ubac, photographies et dessins, Librairie Francis Dasté, Paris, 1943. Repris dans Ubac, Paris, Maeght Editeur, 1970.
- Estève ou les chemins silencieux de la réalité, dans Bazaine, Estève, Lapicque, Louis Carré, Paris, 1945.
- Roger Chastel, Derrière le miroir, Galerie Aimé Maeght, Paris, 1946.
- Mario Prassinos, Galleria Arti e Lettere, no 2, Editori Lattes, Turin, mars-avril 1952.
- Jean Bertholle, Galeries Jeanne Bucher et Roque, Paris, 1956.
- Dialogue avec Léon Gischia, extrait (en italien) dans Gischia, Milan, Galleria d’Arte del Grattacielo di Milano, mai 1958 ;  extrait dans Léon Gischia, La loggia, Bologna, novembre 1977.
- Roger Chastel, dessins, Galerie Numaga, La Chaux-de-Fonds, 1959.
- Jean Coulot, Galerie Pierre Domec, Paris, 1961.
- Françoise Gilot, Galerie Coard, Paris, 1961.
- Roger Chastel, Musée Rath, Genève et Musée Maison de la Culture, Le Havre, 1962.
- André Beaudin, Musée Maison de la Culture, Le Havre, 1962.
- André Beaudin, sculptures 1936-1963, Galerie Louise Leiris, Paris, 1963.
- Prassinos, Singier, Tourlière, 12 tapisseries récentes, suivi de Conversation à bâtons rompus, La Demeure, Paris, 1963.
- Maurice Morel, Galerie Roque, Paris, 1963.
- Olivier Debré, peintures, Nouveau Musée des beaux-arts, Le Havre, 1966.
- Pierre Lesieur, Galerie Coard, Paris, 1968.
- Jean Villeri, peintures, reliefs, céramiques, Château-Musée, Cagnes-sur-Mer, 1968.
- Les peintures de Jacques Lagrange, Galerie Galanis, Paris, 1971.
- Michel Moy, japons et toiles écrues, Musée municipal, Les Sables-d'Olonne, 1971.
- Georges Bauquier, dessins - peintures, Centre d’art international, Paris, 1971.
- Aristide Caillaud ou le respect de la beauté, Maisons de la Culture de Bourges et de La Rochelle, Musée des beaux-arts de Nantes, Musée d'Art et d'Industrie de Saint-Étienne, 1971.
- J'aime bavarder avec Jacques Lagrange, Château de Sainte-Feyre (Creuse), 1972.
- Gustave Singier, présentation de Un balcon en forêt de Julien Gracq, 21 lithographies de Singier, Musée des Beaux-Arts de Caen et Musée des Beaux-Arts de Rennes, 1973. Extrait dans Gustave Singier, Arles, Musée Reattu, juillet-septembre 1977.
- Michel Moy, carnets photographiques d’un peintre abstrait, Musée des Arts Décoratifs, Château des ducs de Bretagne de Nantes, 1977.
- Édouard Pignon, Maison de la Culture de Nevers, 1977.

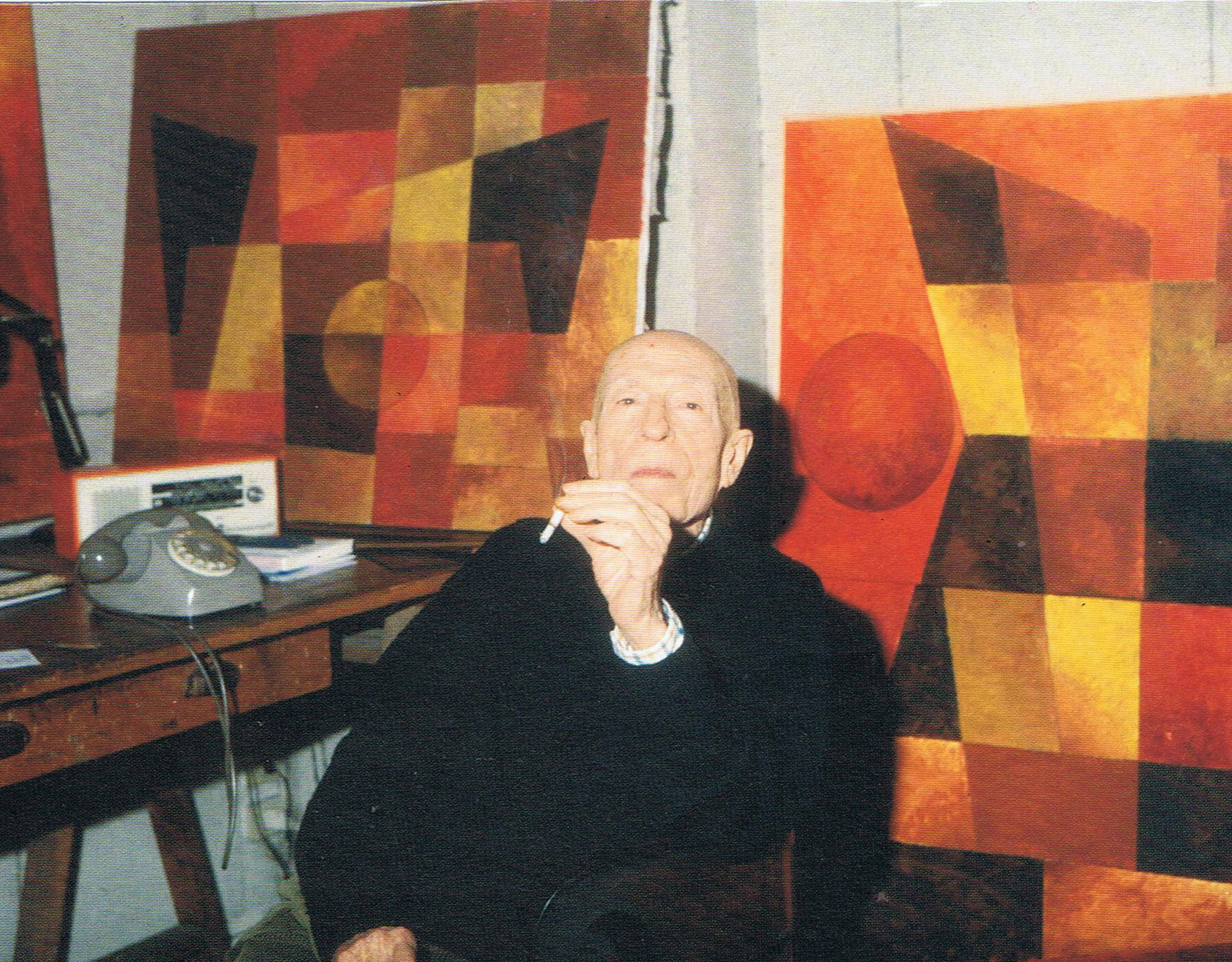
Léon Gischia dans son atelier à Venise, 1087.

- Conversation avec Léon Gischia, dans Léon Gischia, Genève, Galerie Rotta ; Bologne, La Nuova Loggia, 1977.
- Lagrange, grands formats de 1950 à 1977, Paris, Galerie Villand et Galanis, 1978.
- Aristide Caillaud, Musée Sainte-Croix, Poitiers, 1978.
- Singier, peintures et aquarelles, Foyer municipal, Grand-Couronne, 1978.
- Jean Villeri, cinquante ans de peinture, Couvent royal de Saint-Maximin-la-Sainte-Baume, 1980.
- Roger Chastel, Manège royal, Saint-Germain-en-Laye, 1984.
- Léon Gischia ou les raisons de la couleur, dans Gischia, rétrospective, 1917-1985 Paris Art Center, Paris, 1985.
- De l’eau mille frémissements, dans Édouard Pignon, Galeries nationales du Grand Palais, Paris, 1985.  (ISBN 2207231070).
- Dayez, XXIXe Salon de la Ville de Vichy, Vichy, 1986.
- Il y a Gischia, dans Pierre Francastel, Jean Lescure et Ante Glibota, Gischia, rétrospective 1917-1985, Zagreb, Globus et Paris, Paris Art Center, 1988.
- Gischia a Venezia (en italien), XLIII Esposizione internationale d'Arte, La Biennale di Venezia (43e Biennale de Venise), catalogue général, Fabbri Editori, 1988.
- Coulot ou des figures du plaisir, Galerie Thibaud, Paris, 1992.
- À mon ami Georges Bauquier, dans Georges Bauquier, Peintures – dessins – sculptures, Musée national  Fernand Léger, Biot, 1992.
- Jean-Claude Janet, Mairie du VIe, Paris, 1996.
- La peinture, le temps et l'esprit, dans Léon Gischia, présentation de la donation Léon Gischia, Dax, Chapelle des Carmes, 1997.
- Bonjour Monsieur Zao, dans Zao Wou-Ki, Galerie Nationale du Jeu de Paume, 2003.

### Articles
Listes chronologiques non exhaustives:
Littérature
- Présence de l'enfance [Rilke, Supervielle, Artaud, Descartes, Rimbaud, Novalis, Baudelaire...], dans Schéma, 1938.
- Présences et Et des eaux profondes…, dans Les Cahiers du Contadour, I , été 1936.
- Quelques voix de jeunes écrivains – Changer le crabe en taureau [notamment Pierre Emmanuel], dans Le Figaro, 21 février 1942, p. 4.
- Sébastien, l'enfant et l'orange de Michel Fardoulis-Lagrange, dans Poésie 43, no 15, Paris, Seghers, juillet-septembre 1943.
- La Lutte avec l'ange d'André Malraux, dans Les Lettres françaises clandestines, no 10 [premier numéro imprimé], Paris, octobre 1943; extrait repris dans Les critiques de notre temps et Malraux, Paris, Garnier, 1970, (p. 90-91). Reproduit dans Les Lettres Françaises et les Étoiles dans la clandestinité, 1942-1944, Le cherche midi, Paris, 2008.
- Oreste et la cité (Les Mouches de Jean-Paul Sartre), sans signature, dans Les Lettres françaises (clandestines), no 12, Paris, décembre 1943. Reproduit dans Les Lettres Françaises et les Étoiles dans la clandestinité, 1942-1944”, Le cherche midi, Paris, 2008.
- Sept poèmes d'amour en guerre (Éluard) et La Marche à l’Étoile (Vercors), sans signature, in Les Lettres françaises (clandestines), no 13, Paris, février 1944. Reproduit dans Les Lettres Françaises et les Étoiles dans la clandestinité, 1942-1944, Le cherche midi, Paris, 2008.
- Poésie et défense de l’homme, sans signature, dans Almanach des Lettres françaises, Centre national des écrivains, Paris, mars 1944. Repris et attribué à Louis Aragon dans « Œuvre poétique », tome X, 1979.
- André Frénaud ou la poésie à hauteur d’homme, dans Poésie 45, no 22 et 23, Paris, Seghers, février et mars 1945 (p. 59-74 et p. 86-95).
- Quoi ? L’éternité, dans Fondane parmi nous, Les Cahiers du Sud, no 282, Marseille, 1947. Repris dans Fondane, Le gouffre et le mur, Éditions Proverbe, Marchainville, 1999.
- William Blake ou la réalité de l'imaginaire, dans Art et Style, no 7, Paris, avril 1947.
- Les rencontres de Genève, dans Liberté de l'esprit, Paris, février 1949.
- La poésie possible (Gaston Bachelard), dans Rencontre, no 18, Lausanne, août-septembre 1953. Repris dans Un été avec Bachelard, Paris, Luneau Ascot éditeurs, septembre 1983.
- La mort osait encore se montrer, dans Paul Éluard, Europe no 91-92, Paris, juillet-août 1953 (p. 81-90); réédition, Europe, novembre-décembre 1962 (p. 45-54).
- 1939-40-44. N’oubliez pas, disait-il, de me répondre (Paul Éluard), dans Les Lettres françaises, no 491, Paris, 19-26 novembre 1953.
- Notes disjointes sur Alain Borne, dans Connaître, 6e année, no 4-5, Genève, juillet-août 1954.
- Claude Roy ou les impératifs du bonheur, dans Critique, no 102, Paris, novembre 1955 (p. 950-960)
- Georges-Emmanuel Clancier, « L’autre rive », dans Carré Rouge, no 2, Lausanne, novembre 1957.
- La radio et la littérature, dans Histoire des Littératures, III, Littérature française, connexes et marginales, Encyclopédie de la Pléiade, Paris, Gallimard, 1958.
- Yvette Z'Graggen, « Le filet de l’oiseleur », dans Présences, 1957 (p. 124-125).
- Claude Aveline ou une poétique de la prose, dans Mercure de France, no 1161, Paris, mai 1960. Repris en postface à Claude Aveline, Histoires nocturnes et fantastiques, Paris, Editions Imprimerie nationale, 1989.
- Présentation, dans Guillevic, Carnac (4e de couverture), Paris, Gallimard, 1961 et Bulletin de la NRF, mars 1961.
- « Et merci pour les cours », Les cours de Gaston Bachelard sous l'Occupation, dans L’Express, Paris, 16 novembre 1961.
- Metodo del discorso (Raymond Queneau), dans Il Caffè, no 6, Rome, décembre 1961.
- « Un traitement analytique des textes : la méthode S + 7; Les permutations; Complément à la redondance chez Phane Armé » dans Exercices de Littérature potentielle, Dossier 17, Paris, Cahiers du Collège de ‘Pataphysique, 22 décembre 1961 (p. 17-19 ; p. 29-33 ; p. 41). Repris dans Oulipo, La littérature potentielle, Paris, Idées, Gallimard, 1973 (p. 143-148 ; p. 155-165 ; p. 194-200).
- Merveilleux quotidien (Raymond Queneau), dans Jacques Bens, Raymond Queneau, Paris, La bibliothèque idéale, Gallimard, 1962 (p. 16-20). Repris avec quelques modifications sous le titre Le petit monde de M’sieu Queneau, dans Lectures pour tous, no 147, Paris, mars 1966
- Présentation de André Frénaud, Il n’y a pas de paradis, dans Bulletin de la NRF, Paris Gallimard, 1962. Repris dans André Frénaud, Sud, Marseille, 1981.
- De quelques voies de l’aventure artistique contemporaine (en italien), dans La Biennale, no 48, Venise, mars 1963. Repris dans Étapes, Revue du Service de la recherche de la RTF, Paris, 1963.
- Connaissez-vous Gaston Bachelard, dans Bicolore, no 3, Paris, mars 1963 (p. 17-21); repris sous le titre Mon maître Gaston Bachelard, dans Marginales, no 92, septembre 1963 (p. 69-73).
- Paroles de Gaston Bachelard (Notes sur les derniers cours de Gaston Bachelard à la Sorbonne, 1953-1954 et 1954-1955), dans Mercure de France, no 1195, Paris, mai 1963. Repris dans Un été avec Bachelard, Paris, Luneau Ascot éditeurs, 1983.
- Du calcul des improbabilités, dans Cahiers internationaux de Symbolisme, no 6, Havré-lez-Mons, Belgique, et Genève, 1964. Repris dans Étapes, Revue du Service de la recherche de la RTF, n° XVII, Paris, 1964. Repris dans Un été avec Bachelard, Paris, Luneau Ascot éditeurs, 1983.
- Petite histoire pour un tri-centenaire, dans Temps Mêlés, no 66-67, Verviers, avril 1964. Repris dans Oulipo, La littérature potentielle, Paris, Idées, Gallimard, 1973.
- Giuseppe Ungaretti, dans Écrivains contemporains, Paris, Mazenod, 1965.
- Racontez-moi, Entretien avec Raymond Queneau, dans Raymond Queneau, L'Arc, no 28, Aix-en-Provence, 1966.
- « Zinga 8 », de Jacques Duchateau, dans La Tribune de Lausanne, Lausanne, 19 novembre 1967 (p. 17).
- Pour une relecture des « Antimémoires » (André Malraux), dans Bicolore, no 67, Paris, septembre 1969 (p. 22-24), extrait repris dans Les critiques de notre temps et Malraux, Paris, Garnier, 1970 (p. 163).
- Petite histoire de l’Oulipo; La méthode S + 7; Des permutations en particulier et en général;  Des poèmes carrés; Complément à la redondance chez Phane-Armé, dans Oulipo, La littérature potentielle, Paris, Idées, Gallimard, 1973 (p. 28-40; 143-148; 155-165; 194-200).
- Souvenir de Bachelard, dans Bachelard, Colloque de Cerisy, Paris, 10/18, 1974 (p. 225-234 ; discussion, p. 235-240)
- Raymond Queneau 1903-1976, dans Paris, Universalia 1977, 1977 (p. 531-533).
- Jean Follain, dans Jean Follain, Sud, Marseille, 1979 (p. 39-44).
- Malgré la vie, dans Hommage à Max-Pol Fouchet, Poésie 1, no 81-82, Paris, novembre-décembre 1980 (p. 27),
- Claude à qui je n’ai pas dit combien je l’aimais (Claude Morgan), dans Créer, no 44, Centre artistique et littéraire de Rochechouart, Rochechouart, août-octobre 1981.
- Frénaud au bistro (et André Frénaud: Il n’y a pas de paradis, février 1962), dans André Frénaud, Sud, Marseille, 1981 (p. 201-210 et 17-18).
- Bachelard à la première personne, dans Bachelard ou le droit de rêver, Solaire, Issirac, printemps 1983. Repris dans Un été avec Bachelard, Paris, Luneau Ascot éditeurs, 1983.
- Edmond Charlot, dans Loess, no 13, janvier 1984.
- Mon ami Queneau, dans Raymond Queneau, Magazine littéraire, no 228, Paris, mars 1986 (p. 34-36).
- Jean Tardieu (Marginales aux « Margeries »), dans Magazine littéraire, no 231, Paris, juin 1986 (p. 77-78).
- Petits faits vrais (André Malraux), dans André Malraux, Magazine littéraire, no 234, Paris, octobre 1986 (p. 28-30).
- Topographies-Itinéraires, dans Raymond Queneau, Regards sur Paris, Cahiers Raymond Queneau no 6, juillet 1987 (p. 55-59).
- Vue en coupe du Roi de Coupe : Ben Adam (Gérard Murail), dans Perpétuelles, no 6, Paris, Art et Conjonction, printemps 1987 (p. 127-138).
- La comtesse n’était pas marquise, dans André Gide, La Comtesse (Biarritz 1902), Paris, Éditions Mille-et-une-nuits, no 226 (p. 19-25).
- Lettre à propos de Bachelard et de Fondane, Cahiers Benjamin Fondane, no 5, 2001.

Peinture
- Jean Villeri ou les risques de la réalité, dans Paris, Cahiers d’Art, octobre 1949.
- De l’espace à la signification (Lapicque, Chastel, Estève), Lausanne, Carreau, no 37 et 38, février et mai-juin 1954. Traduction : Dallo spazionalla significazione, Biennale di Venezia, no 16, 1953.
- Le monde moderne serait-il un monde heureux? (Fernand Léger), traduction en italien sous le titre La « rue industrielle », dans Rivista d’informazione, CIIIè année, no 2, Pirelli, Milan, avril-mai 1955 (p. 45-48).
- La mort de Fernand Léger est un deuil national, dans Le Jacobin, no 35, Paris, 1955.
- Les tapisseries de Mario Prassinos, dans Paris, XXe siècle, no 7, juin 1956.
- Dialogue avec Charles Lapicque : Le peintre, le temps et l’autre, dans Charles Lapicque, Essais sur l’espace, l’art et la destinée, Paris, Grasset, 1958.
- Roger Chastel, lauréat 1961 du Prix national des Arts, dans Connaissance des arts, Paris, avril 1962.
- Gischia, dans Les Peintres contemporains, Paris, Mazenod, 1964.
- Hommage à Henri-Georges Adam, dans Waldemar George et Ionel Jianou, Adam, Paris, Arted, 1968.
- Roger Chastel, dans Le club français de la médaille, no 57, Paris, 2e semestre 1977.
- Music, témoin de l’émotion, dans Paris, Galerie des Arts, no 180, mai 1978.
- Singier à l’école de l’École, dans Bertholle, Chastel, Singier, Paris, École Nationale Supérieure des Beaux-Arts, 1982.
- Imaginaire de l’image et poésie chez Jean Picart le Doux, Paris, Connaissance des Hommes, 1982.
- Sketch-book, dans Ante Giblota, Gischia, L’œuvre, volume II, Turin/Rome, Éditions Seat, 1995.
- Hommage à Léon Gischia, [Éloge funèbre] dans Ante Giblota, Gischia, L’œuvre, volume III (en français et en italien), Turin/Rome, Éditions Seat, 1995

### Entretiens
- Propos de Jean Lescure recueillis par Gilbert Salachas, « Jean Lescure : Le consommateur est toujours créateur ou un para-créateur », Téléciné no 158, Paris, Fédération des Loisirs et Culture Cinématographique (FLECC), janvier 1970, p. 2-5,  (ISSN 0049-3287).
- « De la résistance lyrique, entretien avec Jean Lescure », dans Gerhard Landes, L’honneur des Poètes, Europe, Geschichte und Gedichte zur lyrik der Resistance, R.F.A., Focus Verlag, 1985 (texte en français : p. 135-148)  (ISBN 3883493333).
- Entretien (9 décembre 1980), dans Laurence Bertrand Dorléac, Histoire de l’art, Paris 1940-1944, préface de Michel Winock, Publications de la Sorbonne, 1986 (p. 318-324),   (ISBN 2859441220).
- « Un auteur-clé de notre réflexion » (Benjamin Fondane), entretien avec Jean Lescure de Monique Jutrin (février 1996), dans Benjamin Fondane, Europe, no 827, Paris, mars 1998 (p. 23-27).
- La résistance lyrique, entretien avec Jean Lescure, dans Magazine littéraire, no 378, Paris, juillet-août 1999.
- « Les cons, on les a tous en commun », dans Malraux raconté par ses proches, sous la direction d'Alain Malraux, préface d'André Brincourt, éditions Écriture, Paris, 2017 (p. 73-88)  (ISBN 978-2-35905-238-1)

### Radio
- Mateo Falcone, adaptation d'après Prosper Mérimée, 1944.
- Pour ou contre l'existentialisme (avec Max-Pol Fouchet, Maurice Merleau-Ponty, Jean Guéhenno, Jean Amrouche, Maurice Druon), Forum de Radio-Lausanne, 22 octobre 1946.
- L'origine des Éditions de Minuit, avec Vercors et Jean Lescure, Radio Diffusion Française, 1re diffusion le 10/11/1946, red. France Culture le 8 avril 2022[77].
- Naissance du langage, poème radiophonique réalisé avec le studio 47 par Alain Trutat, préface d'Antoine Marchal, avec Martine Audrain, Roger Blin, Pierre Leproux, Jean Lescure et Jacqueline Harpet, 1re diffusion, 13.03.1947; red. 23.10.2006.
- Giulia, Francesca et Romilda, d'après Mathieu Bandello, série La nouvelle radiophonique, juin et juillet 1947.
- Notre pain quotidien, 1948.
- Une maison si tranquille, 1949.
- Les Bains sont ouverts, mélodrame, 1951.
- Hommage à Paul Éluard, Des idées et des hommes, série d'émissions de Jean Amrouche, diffusé pour la première fois le 27 décembre 1952, Chaîne nationale, red. France culture le 13 novembre 2022[78].
- In quest'ora puô farsi notte, traduction de Francesca par Giuseppe Ungaretti, drame radiophonique (d'après Matteo Bandello), Compagnie de Radio-Florence, Terzo Programma, RAI-Radio Italiana, 21 janvier 1953, 25 février 1953 et 20 janvier 1959. (Le texte de Jean Lescure et sa traduction par Ungaretti figurent dans l'appendice de Giuseppe Ungaretti - Jean Lescure, Carteggio (1951 - 1966), édité par Rosario Gennaro, Collection Biblioteca dell'«Archivum Romanicum» - Serie I: Storia, Letteratura, Paleografia, numéro 367, Leo S. Olschki, 2010.)
- La femme têtue ou La raison sans raison est toujours la plus forte, ballet radiophonique, musique de Antoni Szalowski, production Bronislav Horowicz, Club d'Essai, 1958.
- Gaston Bachelard, série d'émissions quotidiennes, 27 juillet - 27 août 2004, France Culture : Bachelard, entretien avec Jean Lescure et Jean Amrouche (8 novembre 1952), dans « Les valeurs de la science », 27 juillet 2004; Bachelard, entretien avec Jean Lescure et Jean Amrouche (15 novembre 1952), dans « L'homme du jour, l'homme de la nuit », 6 août 2004; Bachelard, entretien avec Jean Lescure (1962), dans « Souvenirs de rêveries », 16 août 2004; Bachelard, entretien avec Jean Lescure et Pierre Spiriot (15 novembre 1957), dans « L'en soi, le pour soi, le chez soi », 23 août 2004.

### Cinéma
- Voyage en Gaule, court métrage de Jean Vidal, commentaire par Jean Lescure, 1958, 23 minutes (Texte ronéoté).
- Peintures de Roger Chastel, commentaire de Jean Lescure, musique de Luc Ferrari, production et diffusion ORTF, 1962, 17 minutes (présenté au festival de Venise 1962).
- Naissance d’une faculté, film réalisé par Fred Tavano, qcénario et commentaire de Jean Lescure, narration par Danièle Delorme, production La Grande Ourse, 1966, 20 minutes (texte ronéoté).
- La machine à rêves, court métrage de Daniel Darbois, texte de Jean Lescure, 1968, 19 minutes.
- Les bijoux de Braque, court métrage de Fred Tavano, texte de Jean Lescure.
- Mario Prassinos, film de Lucien Clergue, commentaire de Jean Lescure, Production Pierre Braunberger, Films de la Pléiade, 1968, 11 minutes.
- Georges Braque ou le temps différent, film de Frédéric Rossif (80 minutes), texte de Jean Lescure dit par Suzanne Flon et Pierre Vaneck, Télé-Hachette, Paris, 1974, 1 heure 20 monutes (présenté au Festival de Cannes hors compétition en 1975).
- Reynold Arnould, Reynold Arnould, Madeleine Malraux et Jean Lescure, film de Martine Lancelot, produit par K. et B. Müller (13 minutes).2001.

### Télévision
- 1962 : De notre temps de Frédéric Rossif
- 1968 : Provinces (émission "Une île"), réalisation de Danid Leconte
- 1975 : La cantique des créatures : Georges Braque ou le temps différent de Frédéric Rossif

### Discographie
- Jean Amrouche, Entretiens avec André Gide, extraits choisis par Jean Lescure, Paris, Lucien Adès/ORTF, no 7032/33, coffret de deux disques 33 tours avec un livret de photographies et une présentation de Jean Lescure, 1970.

### Correspondance
- Giuseppe Ungaretti - Jean Lescure, Carteggio (1951 - 1966), édité par Rosario Gennaro, Collection Biblioteca dell'«Archivum Romanicum» - Serie I: Storia, Letteratura, Paleografia, numéro 367, Leo S. Olschki, Firenze, 2010, 278 p.  (ISBN 88-222-5958-0)  (ISBN 978-88-222-5958-5)

### Illustration
- Jean Vagne, Sept fables et sept photographies de Jean Lescure, Paris, Jean Flory, 1938, 30 p.

## Sur Jean Lescure